# Liste von Persönlichkeiten der Stadt Vancouver
Diese Liste zählt Personen auf, die in der kanadischen Stadt Vancouver geboren wurden oder für das öffentliche bzw. kulturelle Leben der Stadt eine besondere Bedeutung besitzen.

## Söhne und Töchter der Stadt Vancouver
Folgende Persönlichkeiten sind in Vancouver geboren. Die Auflistung erfolgt chronologisch nach Geburtsjahr.

### 19. Jahrhundert

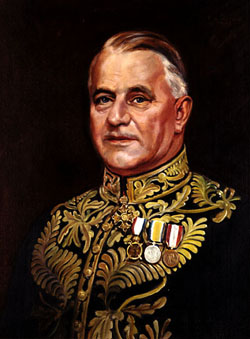
Clarence Wallace
(1893–1982)

- Leolyn Dana Wilgress (1892–1969), Diplomat
- Clarence Wallace (1893–1982), Schiffbau-Unternehmer und Vizegouverneur von British Columbia
- John Qualen (1899–1987), Theater- und Filmschauspieler
- Hubert Wallace (1899–1984), Regattasegler

### 20. Jahrhundert

#### 1901–1920

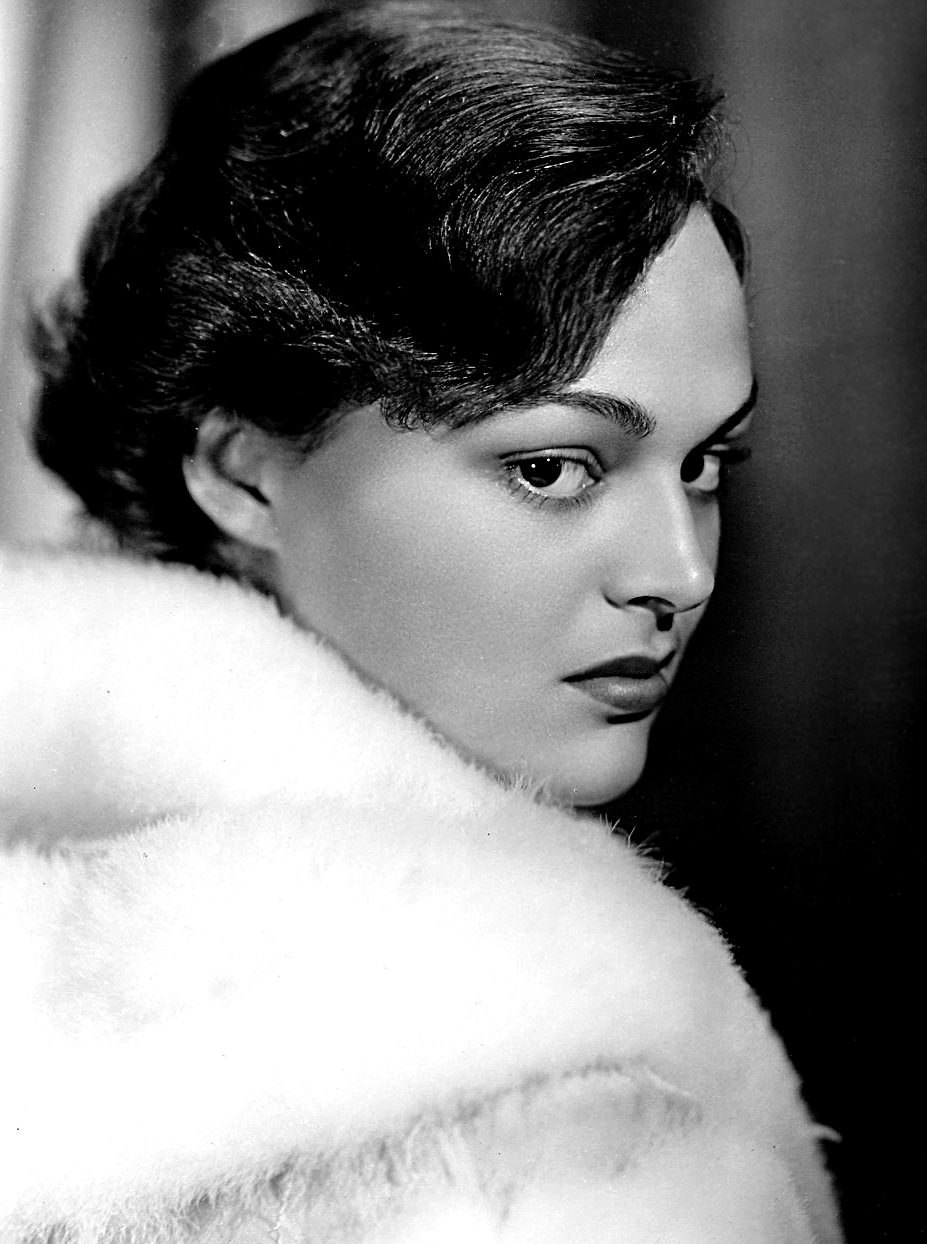
Katherine DeMille
(1911–1995)

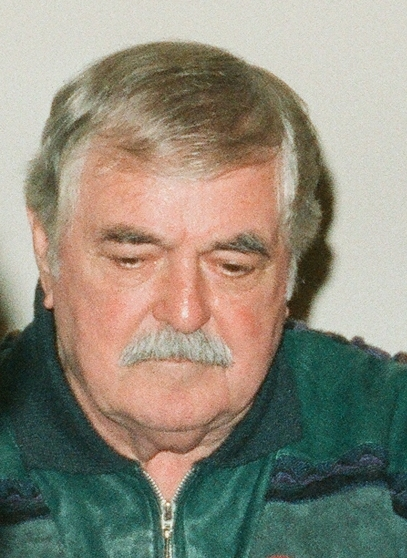
James Doohan
(1920–2005)

- Neal M. Carter (1902–1978), Meeresbiologe, Kartograf, Fotograf, Bergsteiger und Vermesser
- Jack Underhill (1902–1974), Badmintonspieler
- Helen MacGill Hughes (1903–1992), kanadisch-US-amerikanische Soziologin der Chicagoer Schule
- Samuel Ichiye Hayakawa (1906–1992), Politiker
- Gerald Wilson (1906–1945), Regattasegler
- Gardner Boultbee (1907–1980), Regattasegler
- Jean Coulthard (1908–2000), Komponistin und Musikpädagogin
- Philip Rogers (1908–1961), Regattasegler
- Hide Hyodo Shimizu (1908–1999), Pädagogin und Aktivistin
- Percy Williams (1908–1982), Leichtathlet
- Barbara Custance (1909–1985), Pianistin und Musikpädagogin
- Andrew McKellar (1910–1960), Astronom
- Antony Bevan (1911–1971), britischer Autorennfahrer
- Katherine DeMille (1911–1995), Schauspielerin
- June Havoc (1912–2010), US-amerikanische Schauspielerin
- Glen Stewart Morley (1912–1996), Dirigent, Cellist und Komponist
- Henry Pybus Bell-Irving (1913–2002), Unternehmer, Offizier und Vizegouverneur von British Columbia
- Lillian Palmer (1913–2001), Leichtathletin
- John Ireland (1914–1992), Schauspieler
- James Francis Carney (1915–1990), Erzbischof von Vancouver
- Peter Newell (1915–2008), Basketballtrainer
- Ivan M. Niven (1915–1999), US-amerikanisch-kanadischer Mathematiker
- Robert F. Christy (1916–2012), US-amerikanischer Physiker
- William Hardy McNeill (1917–2016), Historiker
- Ann Rutherford (1917–2012), Schauspielerin
- Irene Uchida (1917–2013), Humangenetikerin, Biologin und Hochschullehrerin
- Ronald Bladen (1918–1988), Maler und Bildhauer
- Edmund Hockridge (1919–2009), Sänger
- Douglas Albert Munro (1919–1942), US-amerikanischer Soldat
- Laurence J. Peter (1919–1990), Pädagoge
- James Doohan (1920–2005), Schauspieler
- Paul T.K. Lin (1920–2004), kanadisch-chinesischer Politikwissenschaftler und Friedensaktivist

#### 1921–1930
- Jean Lyons (1921 oder 1922–2005), Pianistin und Musikpädagogin
- Yvonne De Carlo (1922–2007), Schauspielerin
- John Gelder Horler Halstead (1922–1998), Diplomat
- Arthur Erickson (1924–2009), Architekt
- Wally Fawkes (1924–2023), Klarinettist und Karikaturist
- Barbara Kelly (1924–2007), Schauspielerin
- Al Neil (1924–2017), Jazzmusiker
- Doug Hepburn (1926–2000), Gewichtheber
- Kazuo Nakamura (1926–2002), Maler
- Dolores Claman (1927–2021), Komponistin
- Jack Cowan (1927–2000), Fußballspieler
- Douglas Everett (1927–2018), Politiker
- Shirley Gordon (1927–2019), Hochspringerin
- Patrick McGeer (1927–2022), Basketballspieler, Arzt, Gesundheitswissenschaftler und Politiker
- Diane Foster (1928–1999), Sprinterin
- Donald G. Higman (1928–2006), Mathematiker
- Raymond Moriyama (1929–2023), Architekt
- William Burgess (1930–2022), Segler
- David Barrett (1930–2018), Politiker
- Allan King (1930–2009), Filmregisseur

#### 1931–1940

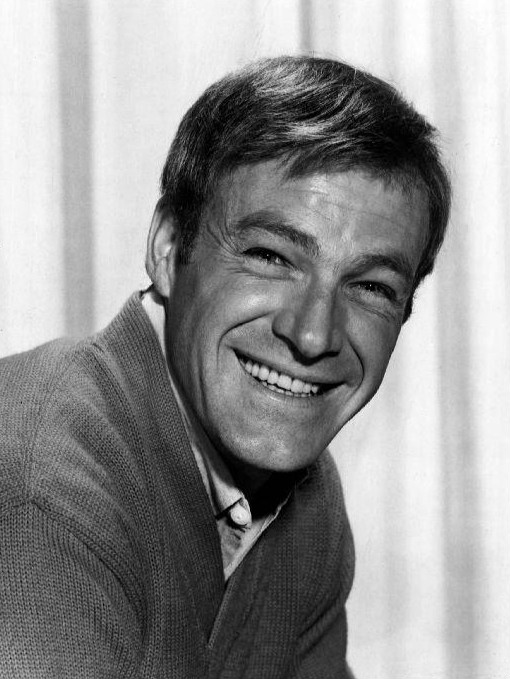
Don Francks
(1932–2016)

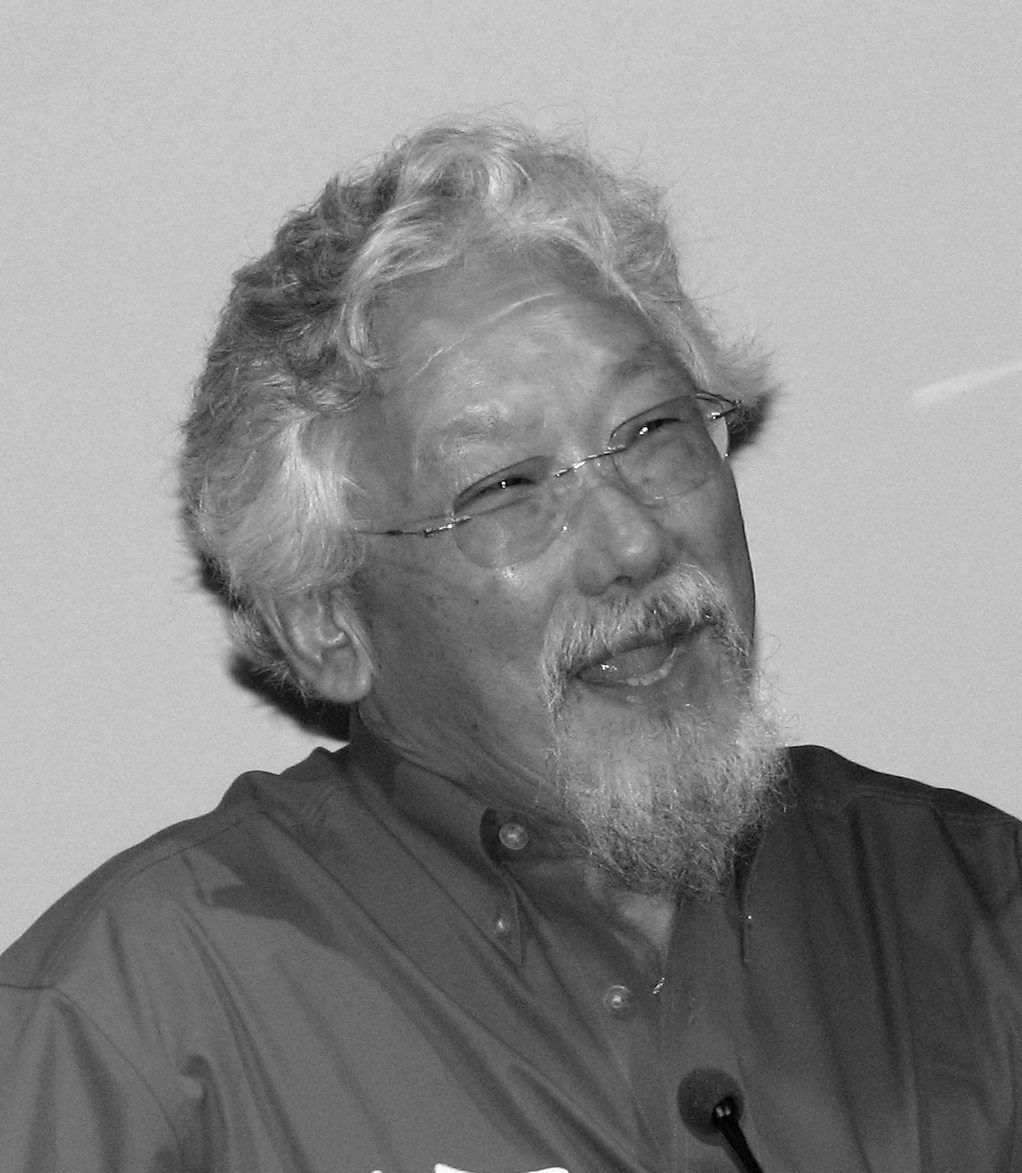
David Suzuki
(* 1936)

- Mike Birch (1931–2022), Segler und Navigator
- F. R. C. Clarke (1931–2009), Organist, Chorleiter, Komponist und Musikpädagoge
- Robert Ito (* 1931), Schauspieler
- Victor Martens (1931–2018), Sänger und Musikpädagoge
- Kazuko Shiraishi (1931–2024), japanische Dichterin und Übersetzerin
- Don Francks (1932–2016), Schauspieler und Musiker
- Bob Houbregs (1932–2014), Basketballspieler
- David McTaggart (1932–2001), Greenpeace-Aktivist
- Thomas Rolston (1932–2010), Geiger, Dirigent und Musikpädagoge
- Douglas Brinham (1934–2020), Basketballspieler
- James Davies (1934–2020), Radrennfahrer
- Joy Kogawa (* 1935), Schriftstellerin
- Doug McGrath (* 1935), Schauspieler
- Tom Drake (1936–2008), Singer-Songwriter, Drehbuchautor und Regisseur
- Ian Hacking (1936–2023), Wissenschaftstheoretiker
- David Suzuki (* 1936), Umweltaktivist
- Donald Ethell (* 1937), Offizier
- Norman McLeod (* 1938), Fußballspieler
- Wayson Choy (1939–2019), Schriftsteller
- Lois Mitchell (* 1939), Unternehmerin und Vizegouverneurin der Provinz Alberta
- Frank Davey (* 1940), Dichter, Schriftsteller und ehemaliger Hochschullehrer
- John Lecky (1940–2003), Ruderer
- Wayne Macdonnell (* 1940), Badmintonspieler
- Clifford Robert Olson (1940–2011), Serienmörder

#### 1941–1950

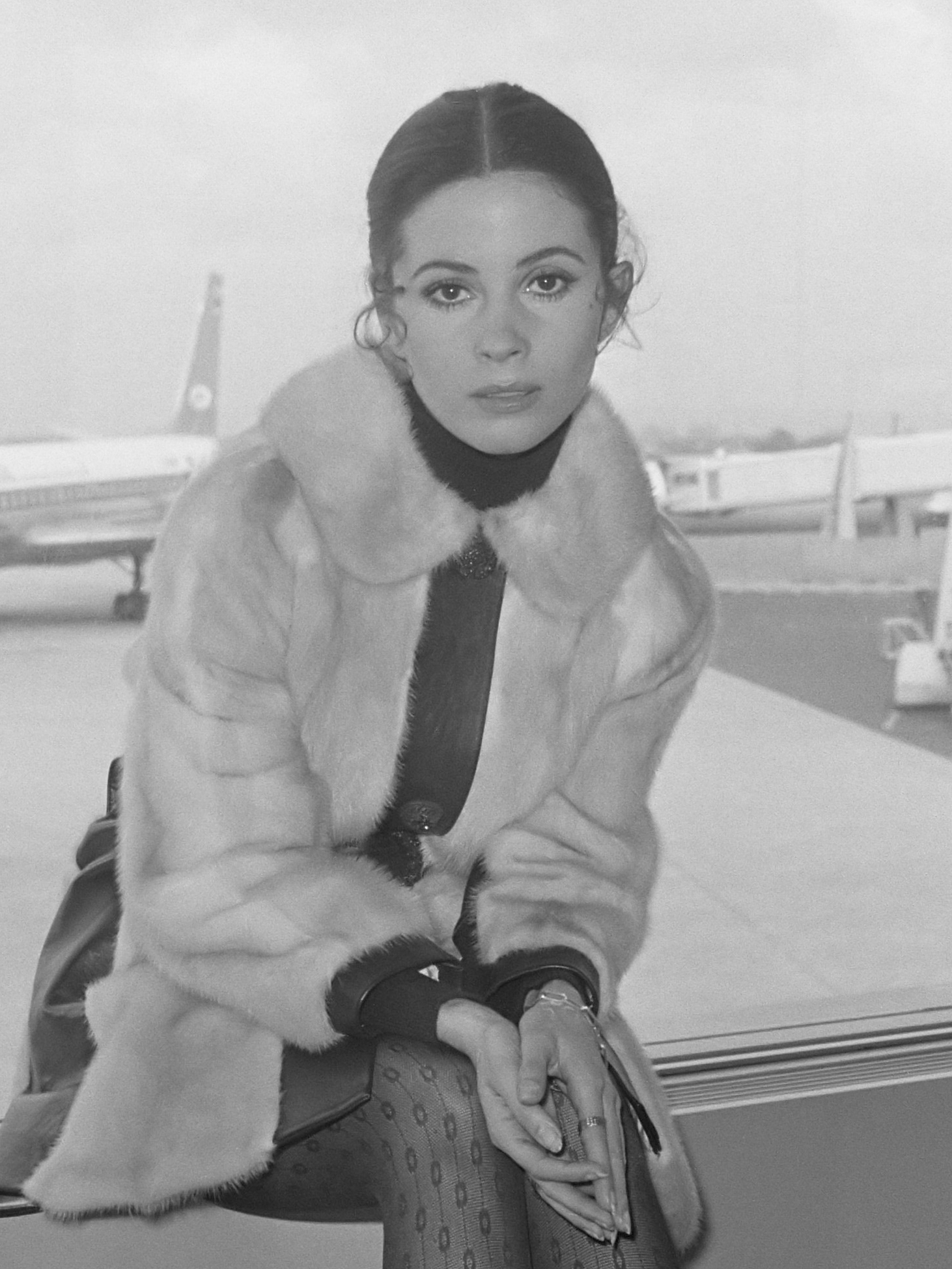
Barbara Parkins
(* 1942)

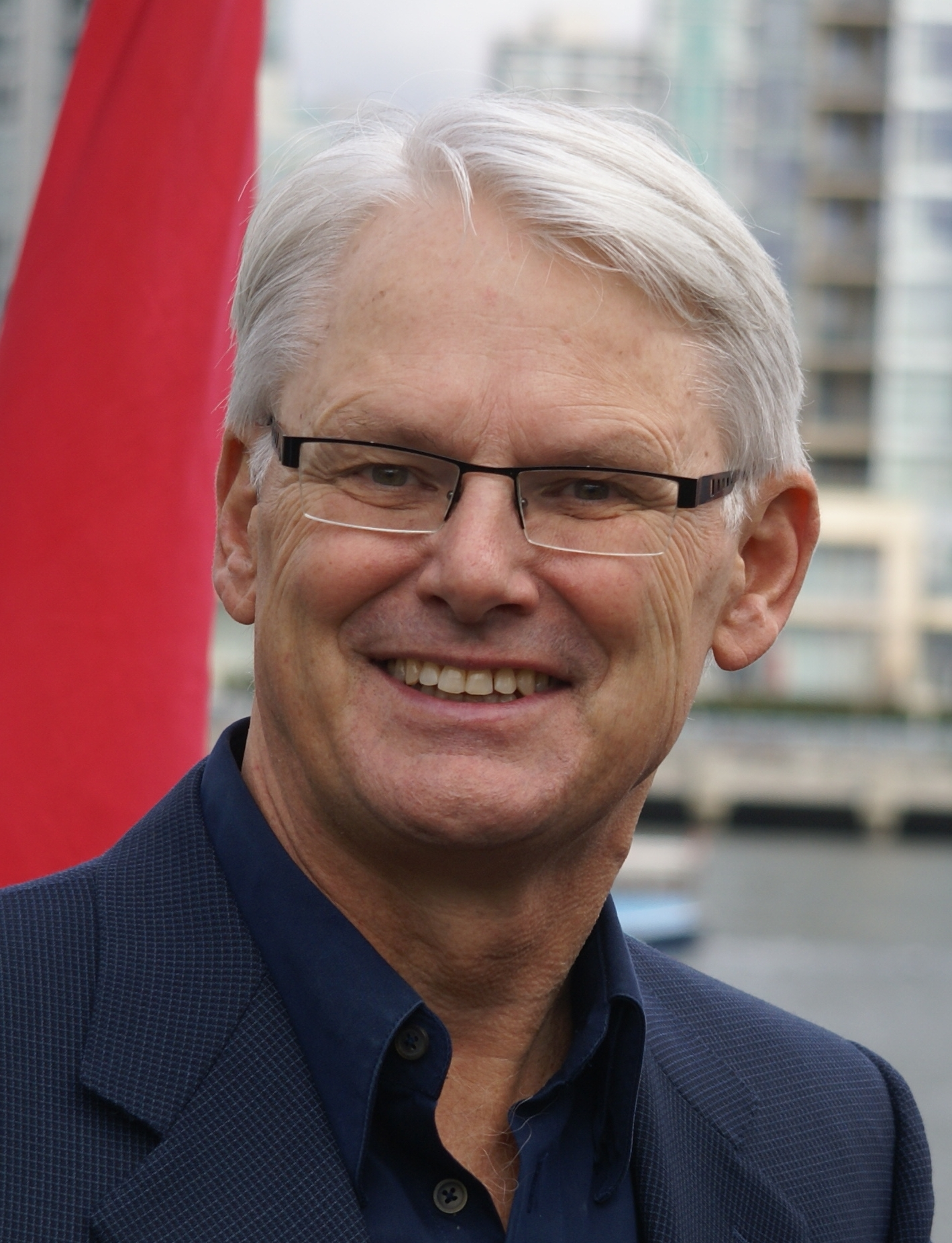
Gordon Campbell
(* 1948)

- Jack Darcus (* 1941), Regisseur, Drehbuchautor, Maler und Schriftsteller
- David Monroe (* 1941), emeritierter römisch-katholischer Bischof von Kamloops
- Willard Phelps (* 1941), Politiker
- April Glaspie (* 1942), US-amerikanische Diplomatin
- Barbara Parkins (* 1942), Schauspielerin
- David Rimmer (1942–2023), Filmregisseur
- Michael Hayden (* 1943), Bildhauer
- Tom Keene (* 1943), Musiker, Arrangeur und Musikproduzent
- David Miller (* 1943), Regattasegler
- Bruce Rollick (1943–2008), Badmintonspieler
- Terry Clarke (* 1944), Jazzschlagzeuger
- Paul Côté (1944–2013), Friedensaktivist und Segler
- Keath Fraser (* 1944), Schriftsteller
- Wayne Pullen (* 1945), Bogenschütze
- Buddy Roberts (1945–2012), Wrestler
- Steven Truscott (* 1945), Justizopfer
- Sharon Brown (* 1946), Schriftstellerin
- Alan Laurillard (* 1946), Jazzmusiker
- Michael Ontkean (* 1946), Schauspieler
- Wayne Robson (1946–2011), Schauspieler
- Jeff Wall (* 1946), Künstler
- John R. Anderson (* 1947), Psychologe
- Gordon Campbell (* 1948), Politiker
- Dennis Gassner (* 1948), Filmarchitekt
- Jay Humphry (* 1948), Eiskunstläufer
- Marion Lay (* 1948), Schwimmerin
- Marc Singer (* 1948), Schauspieler
- Elisabeth Bowers (* 1949), Schriftstellerin
- Bruce Fairbairn (1949–1999), Musikproduzent
- David Geddes (* 1949), Kameramann
- Alexina Louie (* 1949), Komponistin
- Winston Rekert (1949–2012), Schauspieler, Filmregisseur und Drehbuchautor
- Larry Romanchych (* 1949), Eishockeyspieler
- Brian Brett (1950–2024), Schriftsteller und Dichter
- Robert Elsie (1950–2017), Albanologe
- Wayne Wong (* 1950), Freestyle-Skier

#### 1951–1960
- Sylvia Dockerill (* 1951), Schwimmerin

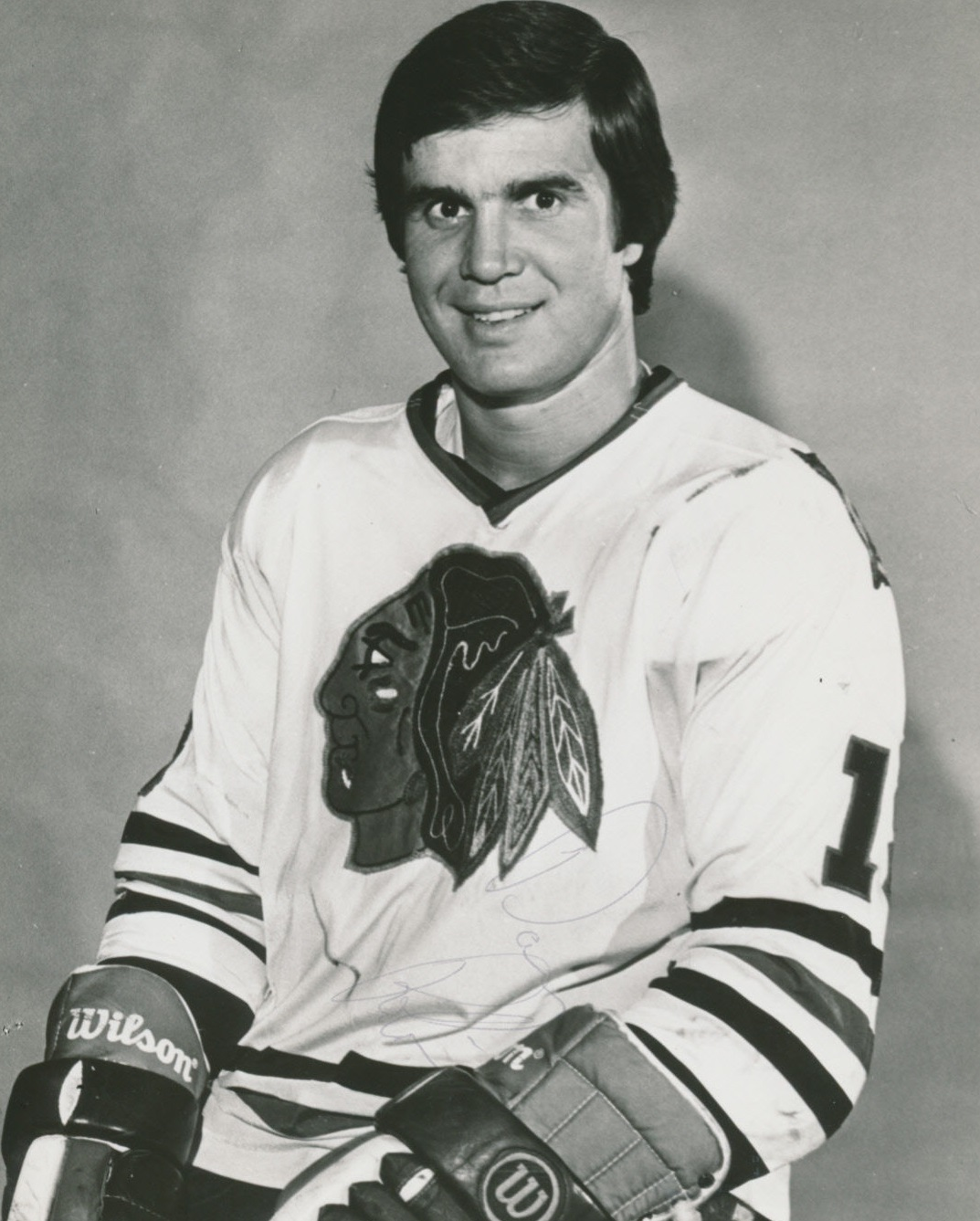
Darcy Rota
(* 1953)

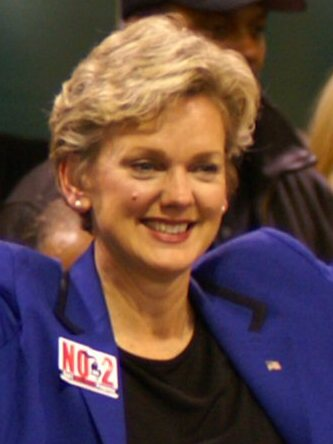
Jennifer Granholm
(* 1959)

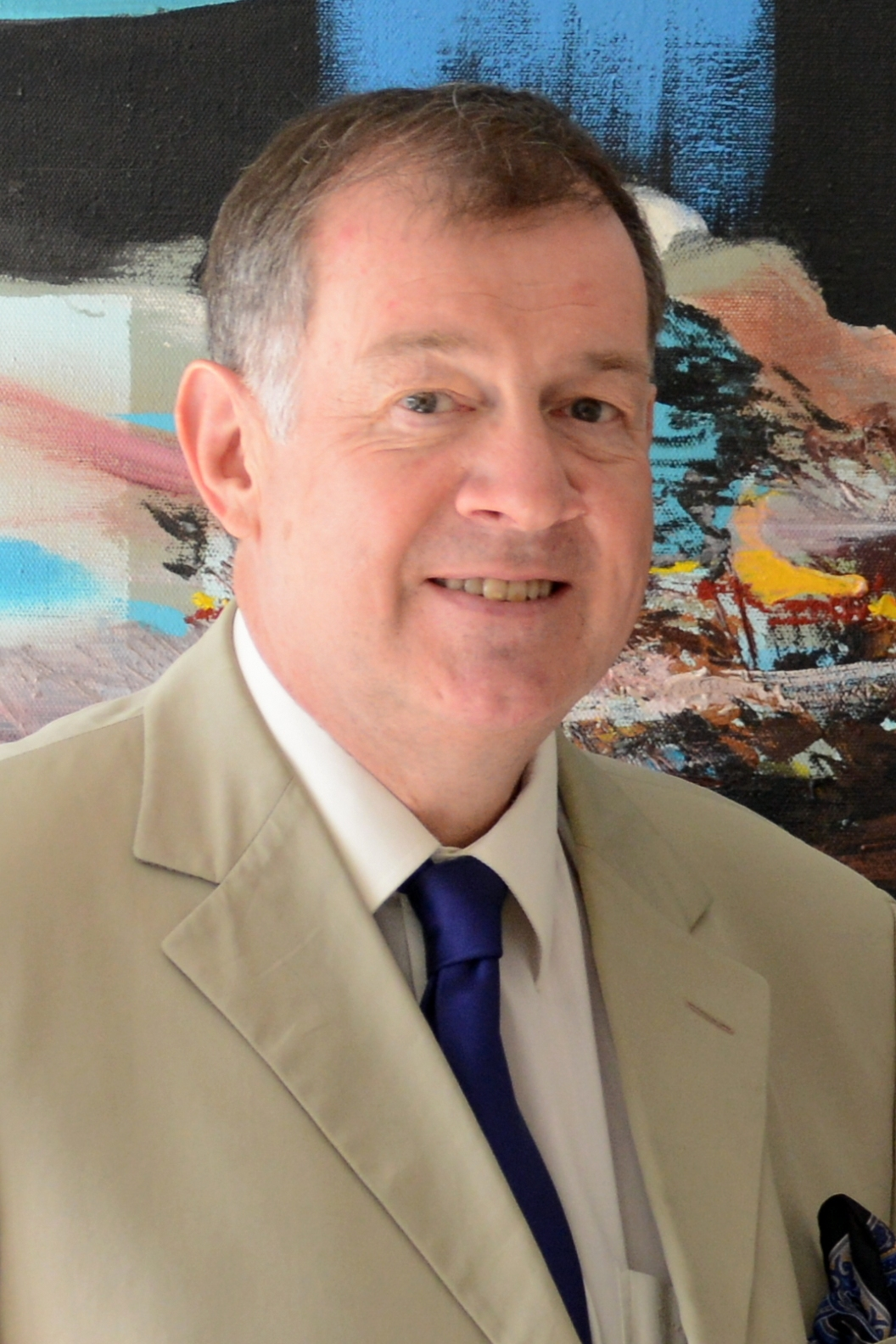
Mart Laanemäe
(* 1959)

- Diane Konihowski (* 1951), Fünfkämpferin, Weitspringerin, Hürdenläuferin und Kugelstoßerin
- Elaine Tanner (* 1951), Schwimmerin
- Ian Affleck (1952–2024), theoretischer Physiker
- Christopher Butterfield (* 1952), Komponist, Musikpädagoge, Performancekünstler und Rockgitarrist
- Anthony Genge (* 1952), Komponist, Jazzpianist und -organist und Musikpädagoge
- Richard Hambleton (* 1952/54–2017), Maler und Graffitikünstler
- T. Mark Harrison (* 1952), Geochemiker und Geologe
- Karen Magnussen (* 1952), Eiskunstläuferin
- Peter McNab (1952–2022), Eishockeyspieler
- Garry Ayre (* 1953), Fußballspieler
- Stephanie Berto (* 1953), Sprinterin
- Ian MacKenzie (* 1953), Schwimmer
- David Martin Green (* 1953), Herpetologe
- Linda A. Morabito-Kelly (* 1953), Ingenieurin, entdeckte Vulkanismus auf dem Jupitermond Io
- Dave Murray (1953–1990), Skirennläufer
- Paul Plimley (1953–2022), Jazzmusiker
- Bruce Robertson (* 1953), Schwimmer
- Darcy Rota (* 1953), Eishockeyspieler, -trainer und -funktionär
- Paul Patrick Chomnycky (* 1954), Bischof der ukrainischen griechisch-katholischen Eparchie Stamford in den USA
- Michael Friedman (* 1954), Folksänger, Gitarrist und Komponist
- Rory MacLean (* 1954), Schriftsteller
- Linda Moore (* 1954), Curlerin
- Brian Ogilvie (1954–2004), Jazzmusiker
- Bob Rock (* 1954), Plattenproduzent und Tontechniker
- Keith Scott (* 1954), Rockgitarrist
- Linwood Boomer (* 1955), Fernsehproduzent, Drehbuchautor und Schauspieler
- Leslie Cliff (* 1955), Schwimmerin
- Donna Gurr (* 1955), Schwimmerin
- Andrew McDonald (* 1955), US-amerikanischer Wasserballspieler
- Wendy Hogg (* 1956), Schwimmerin
- Barry Beck (* 1957), Eishockeyspieler
- David Seven Deers (* 1957), kanadisch-indianischer Bildhauer
- John Dronsella (* 1957), Basketballspieler
- Gary M. Gordon (* 1957), römisch-katholischer Geistlicher und Bischof des Bistums Victoria
- John Howe (* 1957), Buchillustrator
- Dave Mann (* 1957), Bogenschütze
- Wes McLeod (* 1957), Fußballspieler
- Steve Pickell (* 1957), Schwimmer
- Tricia Smith (* 1957), Ruderin und Sportfunktionärin
- Dave Hindmarch (* 1958), Eishockeyspieler
- Dale Mitchell (1958), Fußballspieler und -trainer
- Sandra Louise Schmid (* 1958), Zellbiologin und Hochschullehrerin
- Claudia Alexander (1959–2015), kanadisch-amerikanische Physikerin
- Jennifer Granholm (* 1959), Politikerin
- Gord Hampson (* 1959), Eishockeyspieler
- Gwen Hoebig (* 1959), Geigerin und Musikpädagogin
- Mike Jackel (* 1959), Basketballspieler
- Mart Laanemäe (* 1959), estnischer Diplomat
- John Oliver (* 1959), Komponist
- Becky Smith (* 1959), Schwimmerin
- Wyndham St. John (1959–2023), Reiterin
- Glenn Anderson (* 1960), Eishockeyspieler
- Stan Douglas (* 1960), Künstler
- Doug Morrison (* 1960), Eishockeyspieler
- Dorothy Stratten (1960–1980), Playmate

#### 1961–1970
- Allen Berg (* 1961), Rennfahrer

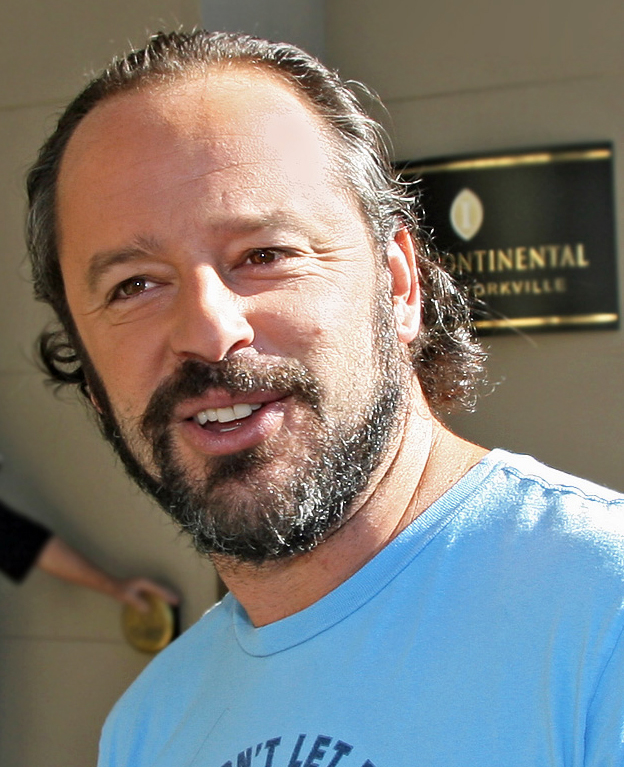
Gil Bellows
(* 1967)

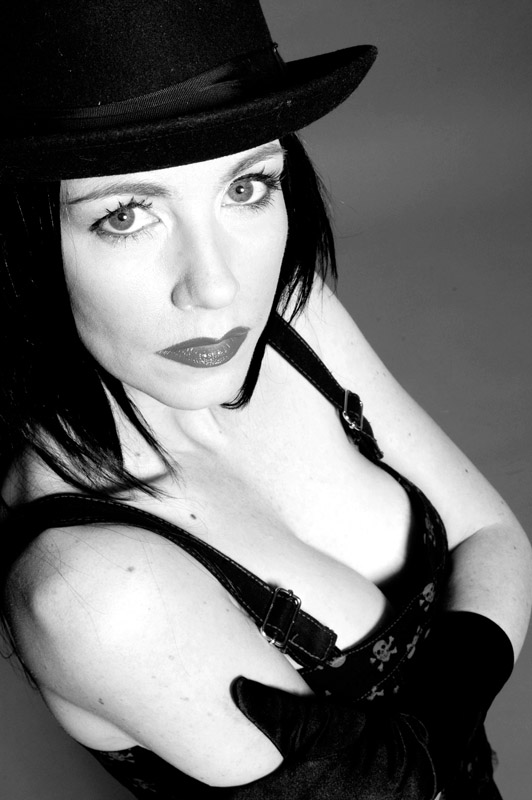
Debbie Rochon
(* 1968)

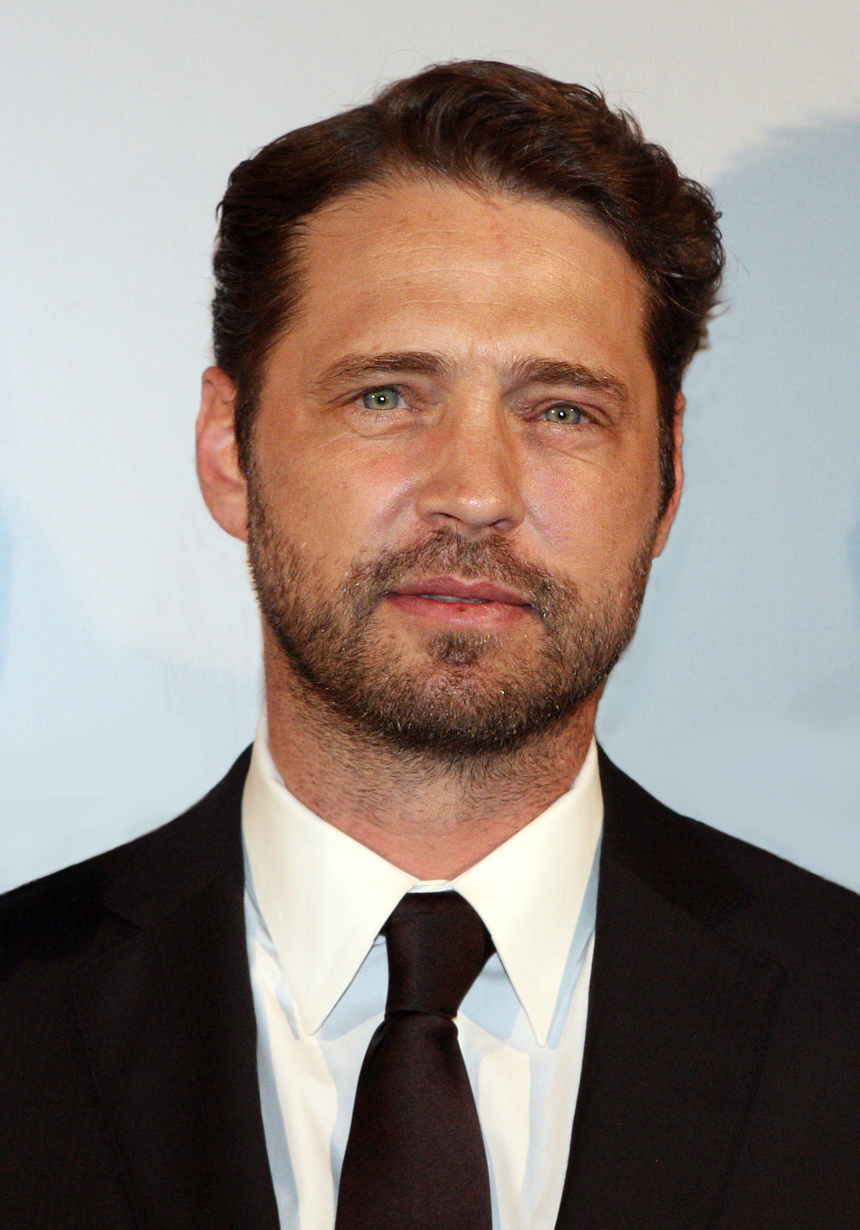
Jason Priestley
(* 1969)

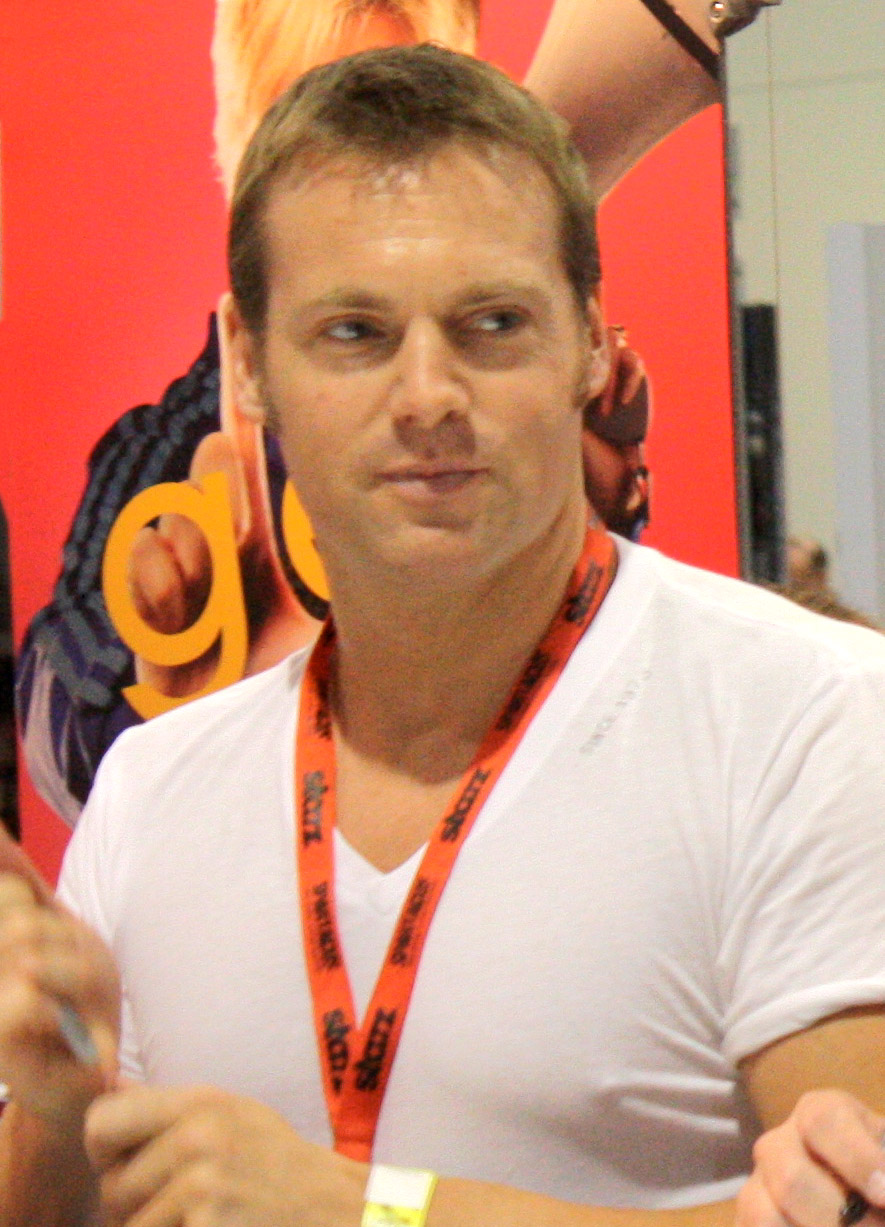
Michael Shanks
(* 1970)

- Mark Hagemoen (* 1961), römisch-katholischer Bischof von Saskatoon
- Shannon Smith (* 1961), Schwimmerin
- Gary Anthony Franken (* 1962), römisch-katholischer Bischof von Saint Paul in Alberta
- Hans Kossmann (* 1962), schweizerisch-kanadischer Eishockeyspieler
- Michael Turner (* 1962), Musiker und Schriftsteller
- Teryl Rothery (* 1962), Schauspielerin und Synchronsprecherin
- Réal Andrews (* 1963), Schauspieler
- Stephen Fearing (* 1963), Sänger und Songwriter
- Anna Fraser (* 1963), Freestyle-Skierin
- Lori Fung (* 1963), Turnerin
- Merrilyn Gann (* 1963), Schauspielerin
- Filippos Sachinidis (* 1963), griechischer Politiker und Ökonom
- Janice Fiamengo (* 1964), Literaturwissenschaftlerin und Hochschullehrerin
- Don Mattrick (* 1964), Manager und Computerspielentwickler
- Lynda Boyd (* 1965), Filmschauspielerin
- Robbi Chong (* 1965), Schauspielerin
- Bernie Coulson (* 1965), Schauspieler
- Bruce Dinsmore (* 1965), Schauspieler und Synchronsprecher
- Paul Dalla Lana (* 1966), Unternehmer und Autorennfahrer
- Stu Grimson (* 1965), Eishockeyspieler
- Ross MacDonald (* 1965), Segler
- Sook-Yin Lee (* 1966), Rocksängerin und Filmschauspielerin
- Deborah Kara Unger (* 1966), Schauspielerin
- Simon Wheeldon (* 1966), Eishockeyspieler
- Shawn Atleo (* 1967), seit 2009 Leiter der Versammlung der First Nations
- Gil Bellows (* 1967), Schauspieler
- Brad Dalgarno (* 1967), Eishockeyspieler
- Theresa Luke (* 1967), Ruderin
- Link Gaetz (* 1968), Eishockeyspieler
- Veda Hille (* 1968), Singer-Songwriterin
- Marnie McBean (* 1968), Ruderin
- Nardwuar the Human Serviette (* 1968), Reporter, Musiker, Comedian
- Pat Onstad (* 1968), Fußballspieler
- Debbie Rochon (* 1968), Schauspielerin
- Louise Stratten (* 1968), Schauspielerin
- Jeff van Dyck (* 1969), Komponist
- Leah Goldstein (* 1969), kanadisch-israelische Kickboxerin und Radsportlerin
- Ian Hughes (* 1969), neuseeländischer Schauspieler
- Shane McConkey (1969–2009), kanadisch-US-amerikanischer Extremskifahrer und Basejumper
- Jeff McLean (* 1969), Eishockeyspieler
- Jason Priestley (* 1969), kanadisch-US-amerikanischer Schauspieler und Regisseur
- Tami Bradley (* 1970), Freestyle-Skierin
- Thea Gill (* 1970), Schauspielerin
- Jason Gray-Stanford (* 1970), Schauspieler
- Darrin Klimek (* 1970), Filmschauspieler
- Jed Rees (* 1970), Schauspieler
- Tara Rosling (* 1970), Film- und Theaterschauspielerin
- Michael Shanks (* 1970), Schauspieler
- Rekha Sharma (* 1970), Schauspielerin
- Trevor White (* 1970), kanadisch-britischer Schauspieler und Synchronsprecher
- Joe Williamson (* 1970), Jazz- und Improvisationsmusiker

#### 1971–1980

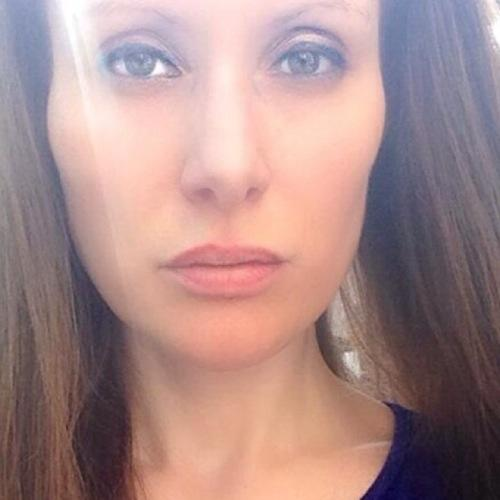
Rachel Marsden
(* 1974)

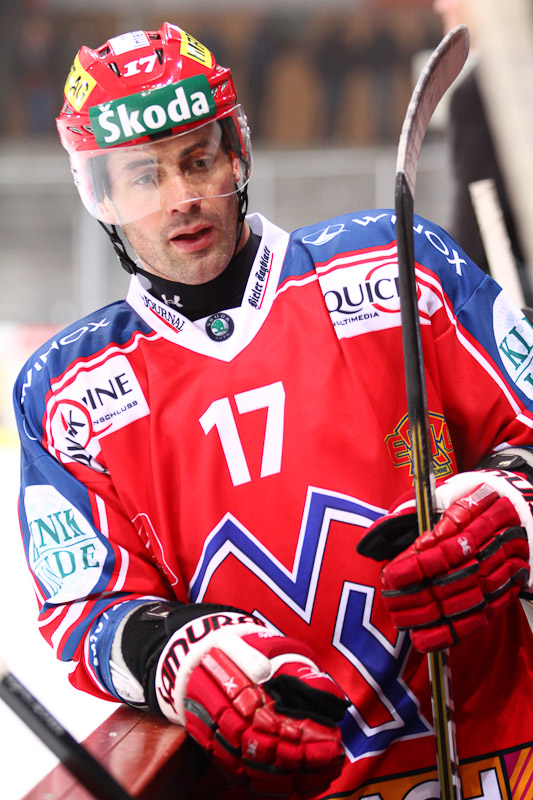
Sébastien Bordeleau
(* 1975)

##### 1971
- Geoff Berner (* 1971), Sänger und Akkordeonspieler
- Dan Kesa (* 1971), Eishockeyspieler und -trainer
- Ross Rebagliati (* 1971), Snowboarder
- Peter Stebbings (* 1971), Schauspieler, Filmregisseur und Drehbuchautor
- Suzie Ungerleider (* 1971), Singer-Songwriterin
- Jody Wilson-Raybould (* 1971), Politikerin

##### 1972
- Corey Cerovsek (* 1972), Violinist und Mathematiker
- Gabe Khouth (1972–2019), Schauspieler und Synchronsprecher
- Alexa Loo (* 1972), Snowboarderin

##### 1973
- Joey Cramer (* 1973), kanadisch-amerikanischer Schauspieler, Kinderdarsteller
- Joaquin Gage (* 1973), Eishockeyspieler
- Chelah Horsdal (* 1973), Model und Schauspielerin
- Kimberley Joseph (* 1973), Schauspielerin
- Gabrielle Miller (* 1973), Schauspielerin
- Stefanie von Pfetten (* 1973), Schauspielerin
- Todd Simpson (* 1973), Eishockeyspieler
- Lisa Vultaggio (* 1973), kanadische Schauspielerin italienischer Herkunft

##### 1974
- Robert Busch (* 1974), deutsch-kanadischer Eishockeyspieler
- Geoff Gustafson (* 1974), Schauspieler
- Tim Hecker (* 1974), Musiker
- Paul Kariya (* 1974), Eishockeyspieler
- Kid Koala (* 1974), DJ und Musikproduzent
- Jaime Lo Presti (* 1974), kanadisch-chilenischer Fußballspieler
- Rachel Marsden (* 1974), Kolumnistin
- Kelly Ringstad (* 1974), Freestyle-Skierin
- Sarah Strange (* 1974), Schauspielerin
- Madeleine Thien (* 1974), Schriftstellerin

##### 1975
- Daniel Adair (* 1975), Schlagzeuger
- Darcy James Argue (* 1975), Jazzpianist
- Sébastien Bordeleau (* 1975), Eishockeyspieler
- Kaie Kellough (* 1975), Dichter und Autor
- Michelle Lang (1975–2009), Journalistin
- April Telek (* 1975), Filmschauspielerin

##### 1976

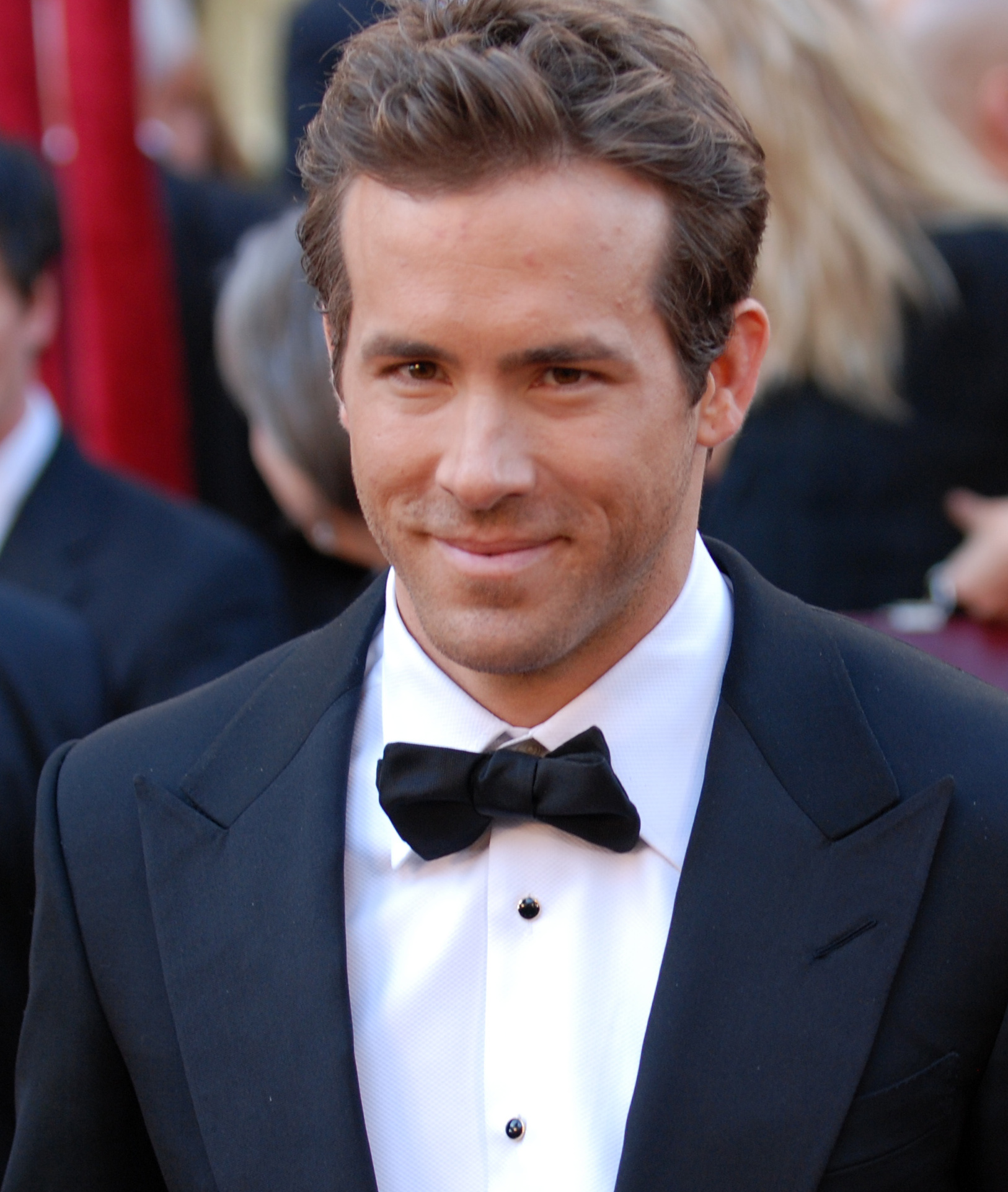
Ryan Reynolds
(* 1976)

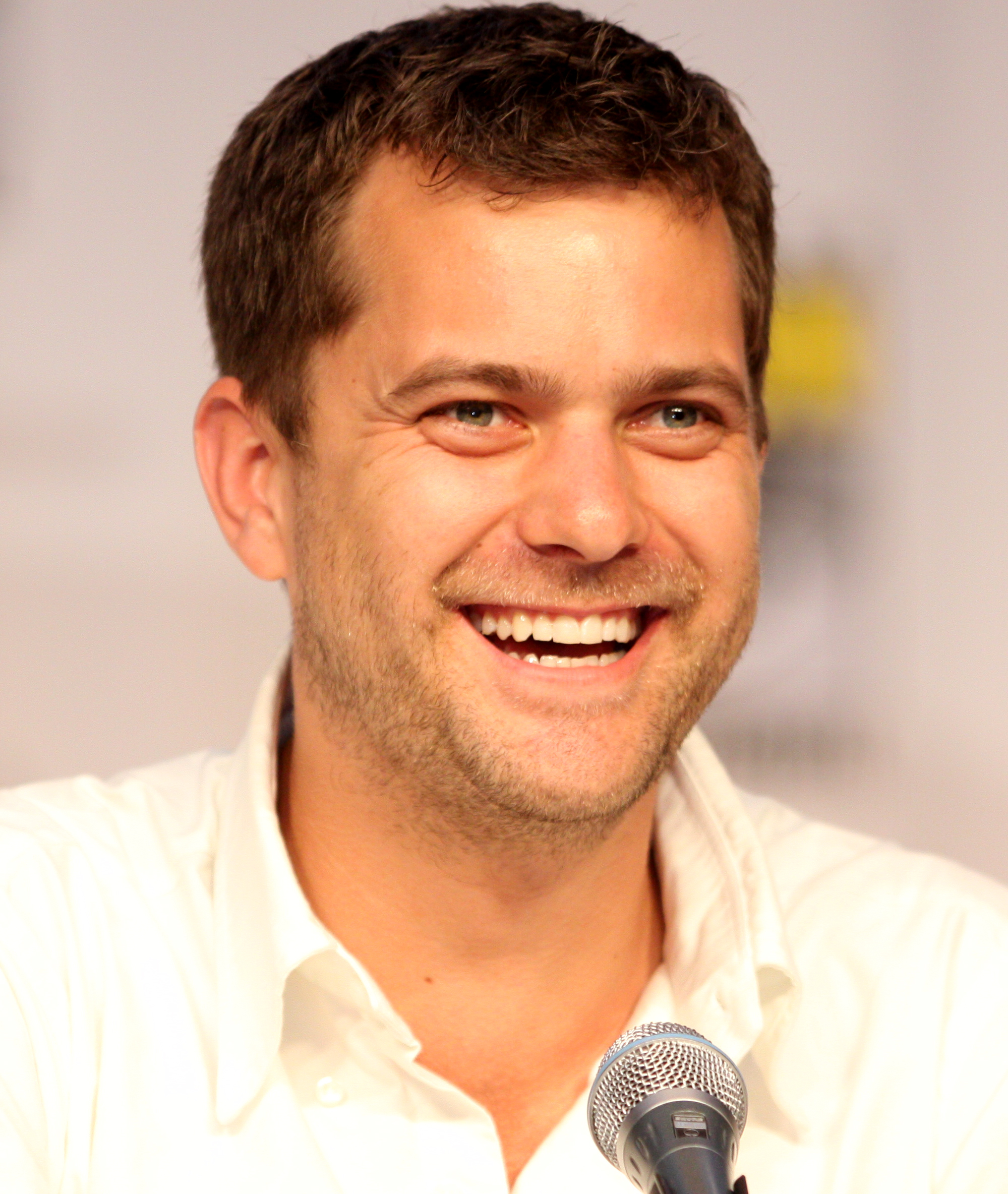
Joshua Jackson
(* 1978)

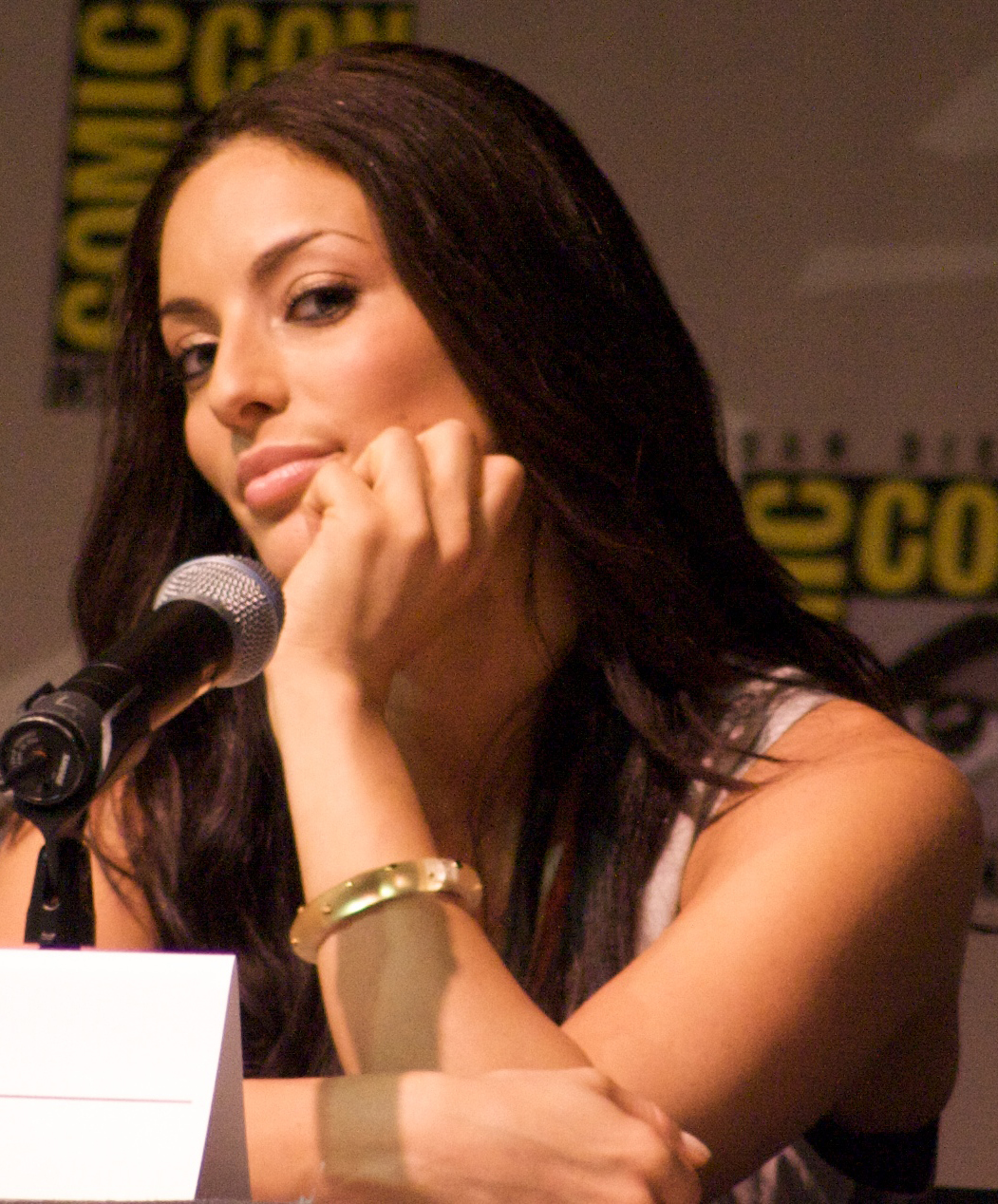
Erica Cerra
(* 1979)

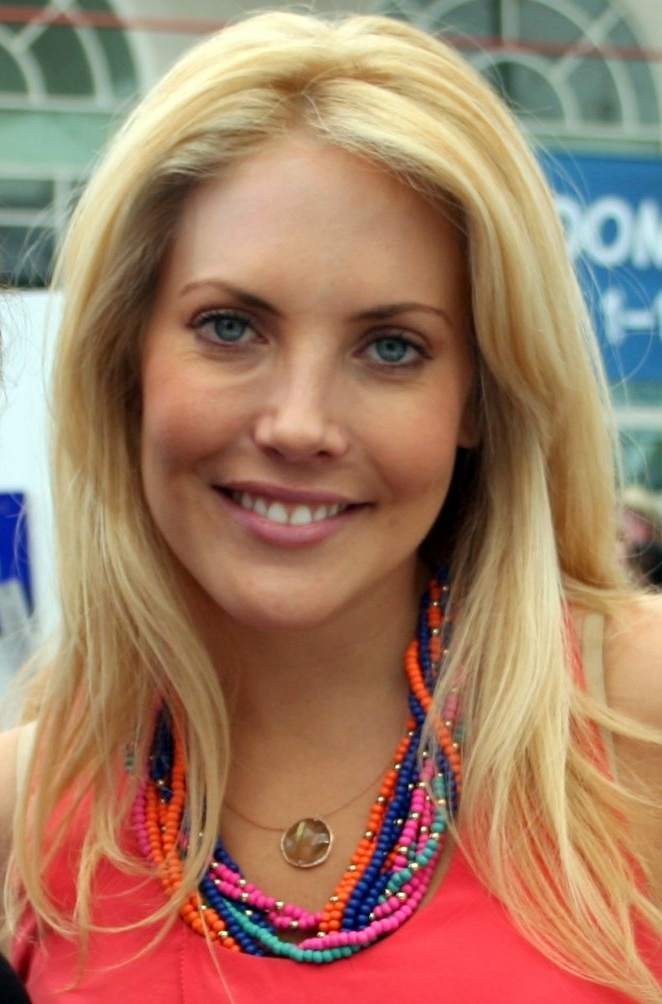
Mercedes McNab
(* 1980)

- Laura Harris (* 1976), Schauspielerin
- Steve Kelly (* 1976), Eishockeyspieler
- David Lewis (* 1976), Schauspieler
- Enuka Okuma (* 1976), Schauspielerin
- Ryan Reynolds (* 1976), Schauspieler
- Jody Thompson (* 1976), Schauspielerin
- Emmanuelle Vaugier (* 1976), Schauspielerin
- Ben Wendel (* 1976), Jazzmusiker

##### 1977
- Davey Barr (* 1977), Freestyle-Skier
- Julian Clarke (* 1977), Filmeditor
- Stephanie McCann (* 1977), Stabhochspringerin
- Sharolta Nonen (* 1977), Fußballspielerin und -trainerin
- Emily Perkins (* 1977), Schauspielerin
- Jorgito Vargas junior (* 1977), Schauspieler

##### 1978
- Sage Brocklebank (* 1978), Schauspieler
- Dave Collette (* 1978), Schauspieler
- Adam Frost (* 1978), Schauspieler
- Joshua Jackson (* 1978), Schauspieler
- Victor Noriega (* 1978), Jazzpianist
- David Paetkau (* 1978), Schauspieler
- Rachel Roberts (* 1978), Model und Schauspielerin
- Devon Sawa (* 1978), Schauspieler
- Rossif Sutherland (* 1978), Schauspieler

##### 1979
- John Alessio (* 1979), MMA-Kämpfer
- Julia Benson (* 1979), Schauspielerin
- Paul Campbell (* 1979), Schauspieler
- Jesse Capelli (* 1979), Fotomodell und Pornodarstellerin
- Erica Cerra (* 1979), Schauspielerin
- Kaj-Erik Eriksen (* 1979), Schauspieler
- Michael Ibrahim (* 1979), Saxophonist
- Kevin Light (* 1979), Ruderer
- Darcy Marquardt (* 1979), Ruderin
- Steve Montador (1979–2015), Eishockeyspieler
- Jud Tylor (* 1979), Schauspielerin

##### 1980
- Jason Begg-Smith (* 1980), australischer Freestyle-Skier
- Sonja Bennett (* 1980), Filmschauspielerin und Drehbuchautorin
- Laila Biali (* 1980), Jazzsängerin und Pianistin
- Dylan Bruce (* 1980), Schauspieler und Model
- Edison Chen (* 1980), Schauspieler und Sänger
- Kris Davis (* 1980), Jazzmusikerin
- Alaina Huffman (* 1980), Schauspielerin
- Britt Janyk (* 1980), Skirennläuferin
- Mercedes McNab (* 1980), Schauspielerin
- Mayko Nguyen (* 1980), kanadische Schauspielerin vietnamesischer Herkunft
- Darryl O’Young (* 1980), chinesischer Automobilrennfahrer
- Carly Pope (* 1980), Schauspielerin
- Tanja Reichert (* 1980), Schauspielerin
- Will Sanderson (* 1980), Schauspieler
- Lauren Lee Smith (* 1980), Schauspielerin

#### 1981–1990

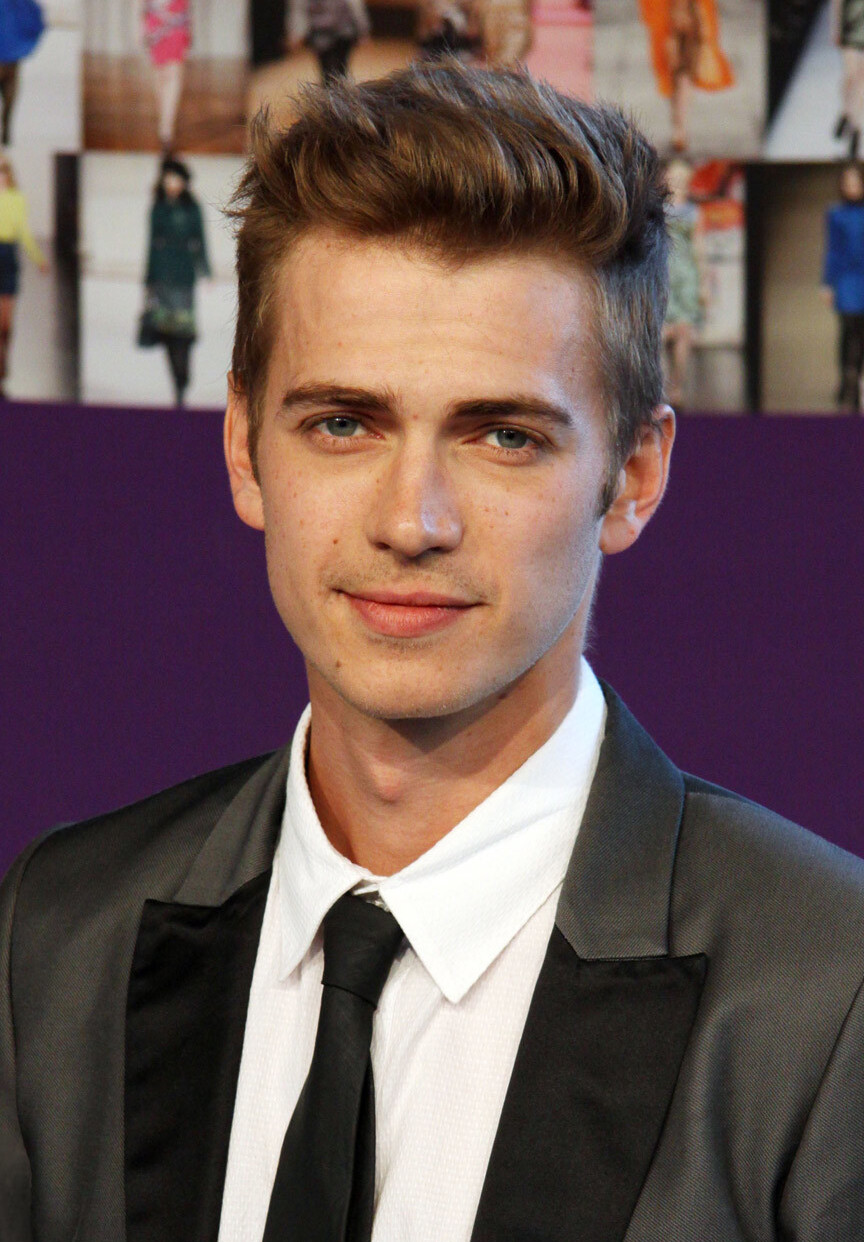
Hayden Christensen
(* 1981)

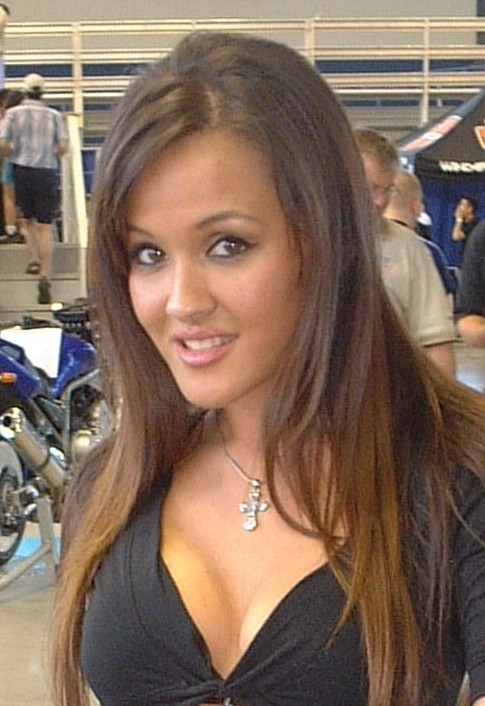
Crystal Lowe
(* 1981)

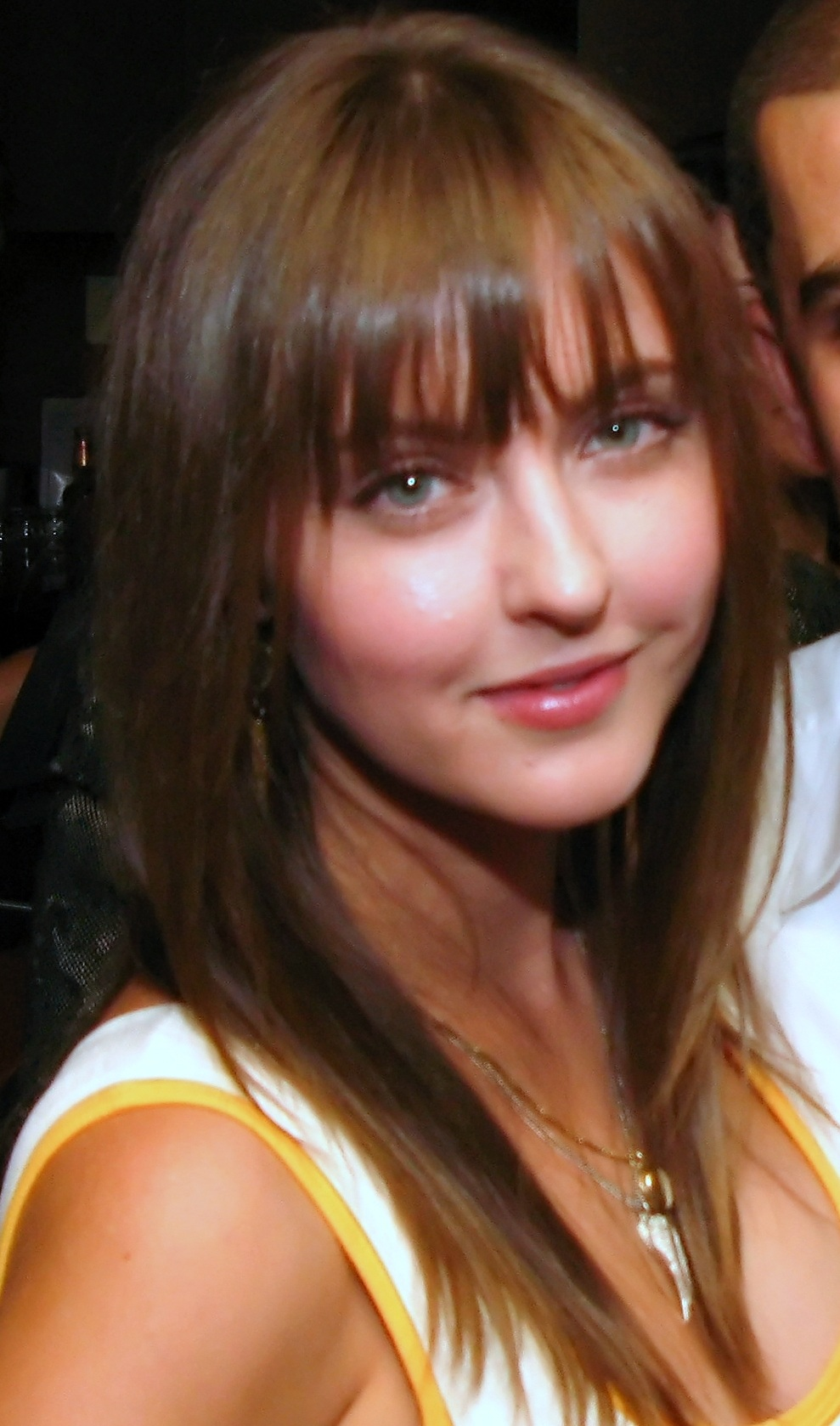
Katharine Isabelle
(* 1981)

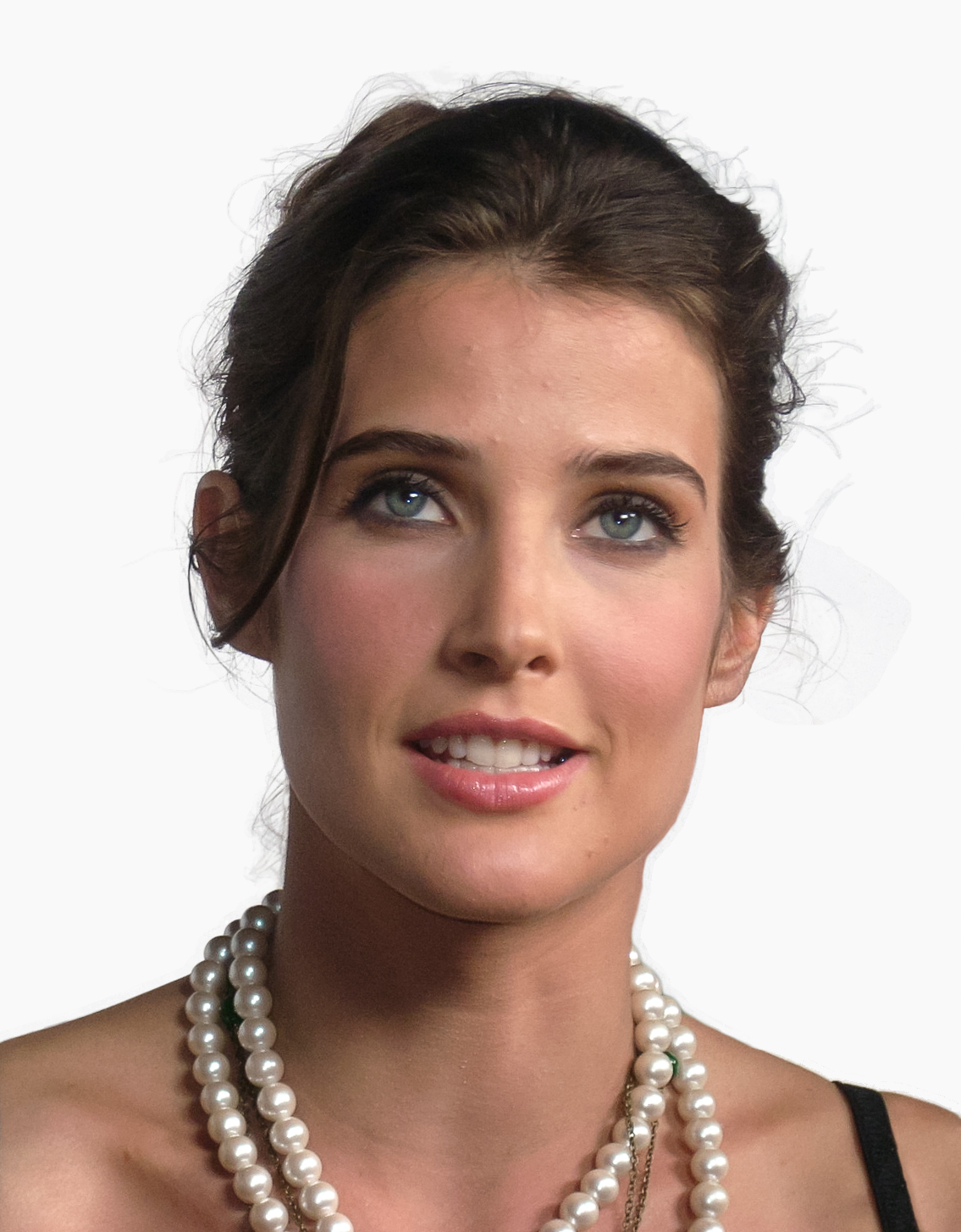
Cobie Smulders
(* 1982)

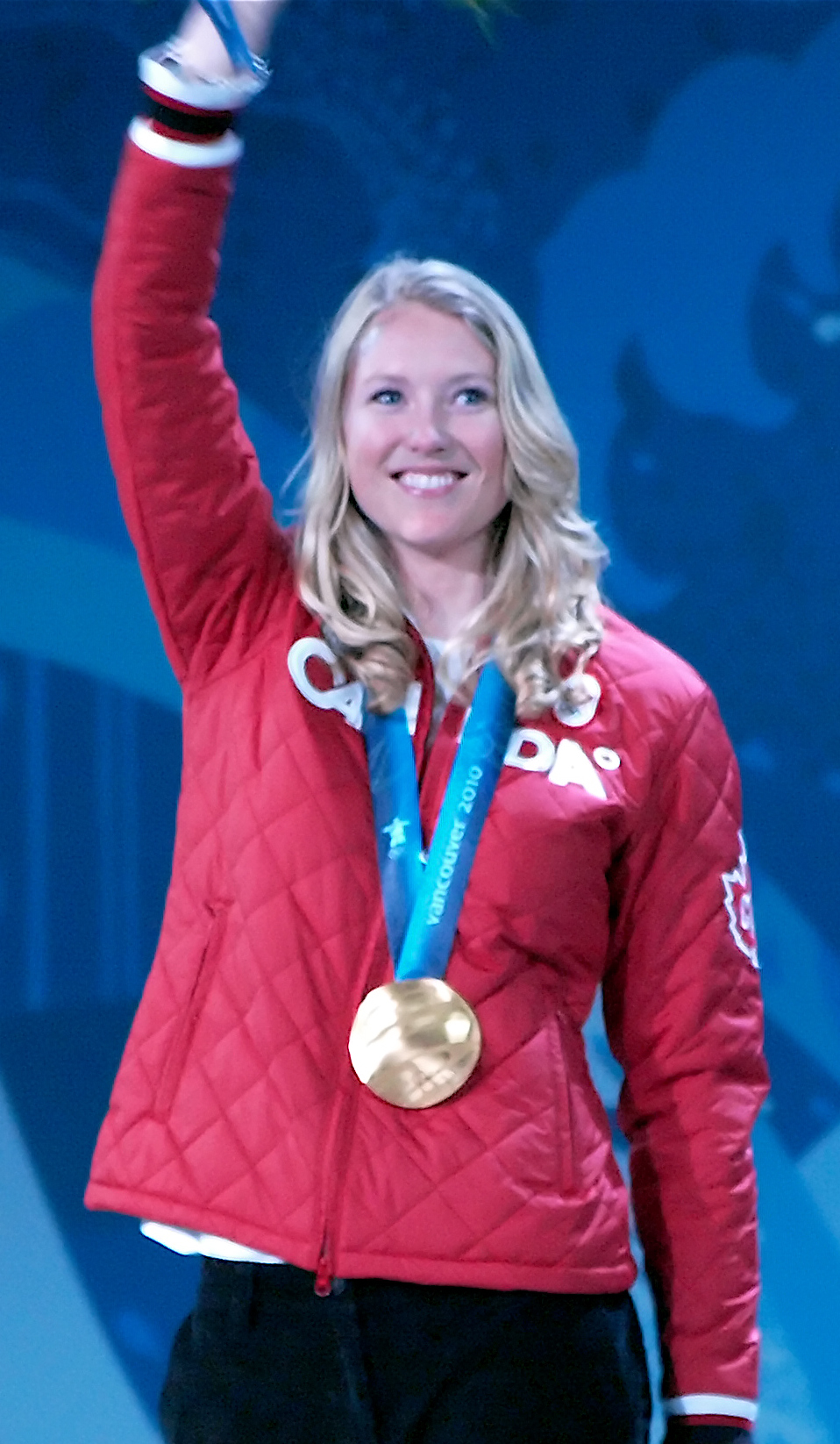
Ashleigh McIvor
(* 1983)

##### 1981
- Chasty Ballesteros (* 1981), Schauspielerin
- Hayden Christensen (* 1981), Schauspieler
- Daniel Cudmore (* 1981), Schauspieler und Stuntman
- Luke Ford (* 1981), australischer Schauspieler
- Katharine Isabelle (* 1981), Schauspielerin
- Martin Kariya (* 1981), Eishockeyspieler
- Crystal Lowe (* 1981), Schauspielerin
- Justin Rain (* 1981), Schauspieler
- Sharon Taylor (* 1981), Schauspielerin
- Aaron Voros (* 1981), Eishockeyspieler

##### 1982
- Shawn Buchanan (* 1982), Pokerspieler
- Terry Dunfield (* 1982), Fußballspieler
- Daniella Evangelista (* 1982), Schauspielerin[1]
- Evan Goldberg (* 1982), Drehbuchautor und Filmproduzent
- Michael Griffin (* 1982), Philosophiehistoriker
- Michael Janyk (* 1982), Skirennläufer
- Kristin Kreuk (* 1982), Schauspielerin und Model
- Andrea Lui (* 1982), Schauspielerin
- Maggie Ma (* 1982), Schauspielerin und Sängerin
- Aaron Maté (* 1982), Journalist
- Piotr Mazur (* 1982), polnischer Radrennfahrer
- Brandon Jay McLaren (* 1982), Schauspieler
- Shaone Morrisonn (* 1982), Eishockeyspieler
- Seth Rogen (* 1982), Schauspieler
- Tania Saulnier (* 1982), Schauspielerin
- Chelan Simmons (* 1982), Schauspielerin
- Cobie Smulders (* 1982), Schauspielerin
- Angus Redford Sutherland (* 1982), Schauspieler

##### 1983
- Ashleigh Ball (* 1983), Komikerin und Schauspielerin
- Amber Borycki (* 1983), Schauspielerin
- Fred Cheng (* 1983), chinesischer Sänger und Schauspieler
- Jeff Christie (* 1983), Rennrodler
- Nicki Clyne (* 1983), Schauspielerin
- Torrance Coombs (* 1983), Schauspieler
- Jane McGregor (* 1983), Schauspielerin
- Ashleigh McIvor (* 1983), Freestyle-Skierin
- Jesse Moss (* 1983), Schauspieler
- Mike Nickeas (* 1983), Baseballspieler
- Noot Seear (* 1983), Schauspielerin[2]

##### 1984
- Tyler Dietrich (* 1984), Eishockeytrainer
- Heather McEwen (* 1984), Yogalehrerin und Schauspielerin
- Noel Fisher (* 1984), Schauspieler
- Tiffany Foster (* 1984), Springreiterin
- Britt Irvin (* 1984), Schauspielerin und Synchronsprecherin
- Cory Lee (* 1984), Sängerin und Schauspielerin
- Melanie Papalia (* 1984), Schauspielerin
- Elysia Rotaru (* 1984), Filmschauspielerin
- Anna Webber (* 1984), Jazzmusikerin

##### 1985
- Magda Apanowicz (* 1985), Schauspielerin
- Brittany Baxter (* 1985), Fußballspielerin
- Dale Begg-Smith (* 1985), Freestyle-Skifahrer
- Troy Brouwer (* 1985), Eishockeyspieler
- Andrew Francis (* 1985), Schauspieler, Synchronsprecher und Filmproduzent
- Sarah Goldberg (* 1985), Schauspielerin
- Chelsea Hobbs (* 1985), Schauspielerin
- Chris Holt (* 1985), Eishockeyspieler
- Jessica Lucas (* 1985), Schauspielerin
- Tegan Moss (* 1985), Schauspielerin und Synchronsprecherin
- Toby Ng (* 1985), Badmintonspieler
- Riley O’Neill (* 1985), Fußballspieler
- Mike Santorelli (* 1985), Eishockeyspieler
- Tiera Skovbye (* 1995), Schauspielerin und Model
- Katie Stuart (* 1985), Schauspielerin
- Brandon Yip (* 1985), Eishockeyspieler

##### 1986

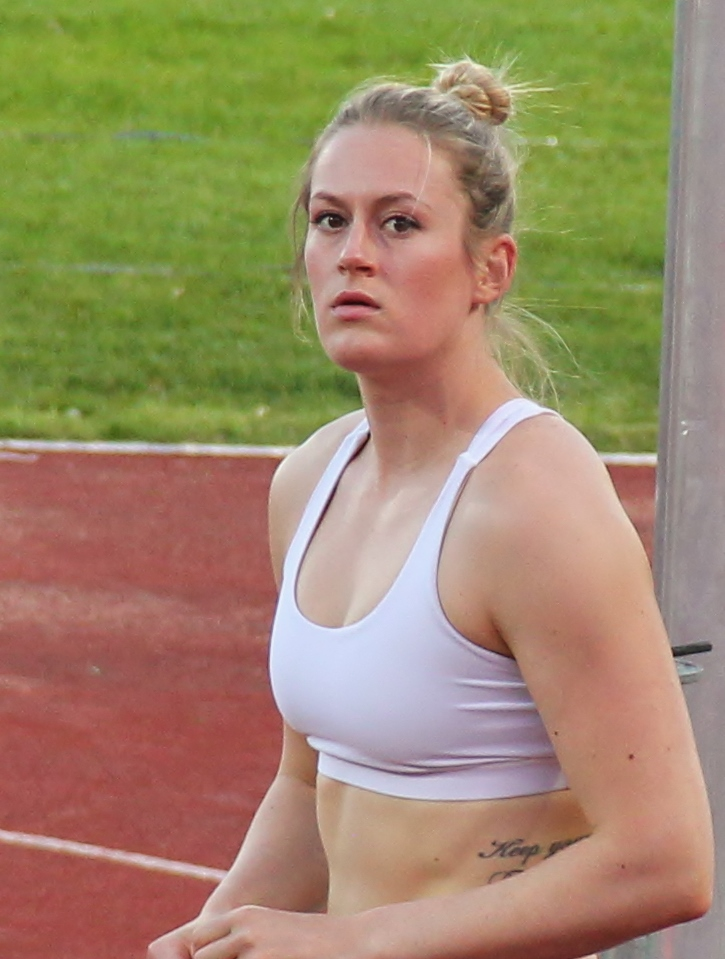
Elizabeth Gleadle
(* 1988)

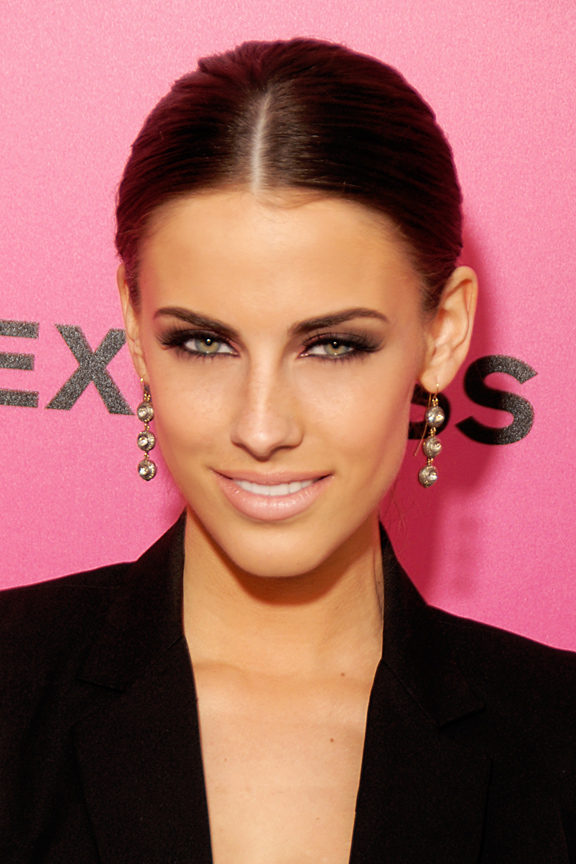
Jessica Lowndes
(* 1988)

- Atossa Araxia Abrahamian (* 1986), US-amerikanische Journalistin und Autorin iranisch-armenisch-russischer Abstammung
- Osric Chau (* 1986), Schauspieler
- Luisa D’Oliveira (* 1986), Schauspielerin
- Nolan Gerard Funk (* 1986), Schauspieler, Sänger und Tänzer
- James Kirk (* 1986), Schauspieler
- Rykka (* 1986), schweizerisch-kanadische Sängerin
- Jonathan Sigalet (* 1986), Eishockeyspieler

##### 1987
- Jeffrey Ballard (* 1987), Schauspieler
- Mackenzie Davis (* 1987), Schauspielerin
- Zane Holtz (* 1987), Schauspieler und Model
- Emily Zurrer (* 1987), Fußballspielerin

##### 1988
- Winny Clarke (* 1988), Schauspielerin und Filmschaffende
- Reilly Dolman (* 1988), Schauspieler
- Elizabeth Gleadle (* 1988), Speerwerferin
- Grimes (* 1988), Sängerin und Musikproduzentin
- Jacob Lensky (* 1988), tschechisch-kanadischer Fußballspieler
- Jessica Lowndes (* 1988), Schauspielerin
- Milan Lucic (* 1988), Eishockeyspieler
- Conrad Pridy (* 1988), Skirennläufer
- Reece Thompson (* 1988), Schauspieler

##### 1989
- Marcus Haber (* 1989), Fußballspieler
- Carly McKillip (* 1989), Schauspielerin
- Jacky Lai (* 1989), Schauspielerin
- Georgia Simmerling (* 1989), Freestyle-Skierin
- Jessica Smith (* 1989), Mittelstreckenläuferin
- Valerie Tian (* 1989), Schauspielerin
- Lauren Wilkinson (* 1989), Ruderin

##### 1990
- Jean-Luc Bilodeau (* 1990), Schauspieler
- Alexander Calvert (* 1990), Schauspieler
- Adderly Fong (* 1990), Rennfahrer
- Tommy Genesis (* 1990), Rapperin
- Natalie Hall (* 1990), Schauspielerin
- Matt Neumann (* 1990), Biathlet
- Kirsten Prout (* 1990), Schauspielerin
- Brendan Saye (* um 1990), Balletttänzer
- Briana Scott (* 1990), Langstreckenläuferin
- Emily Tennant (* 1990), Schauspielerin

#### 1991–2000

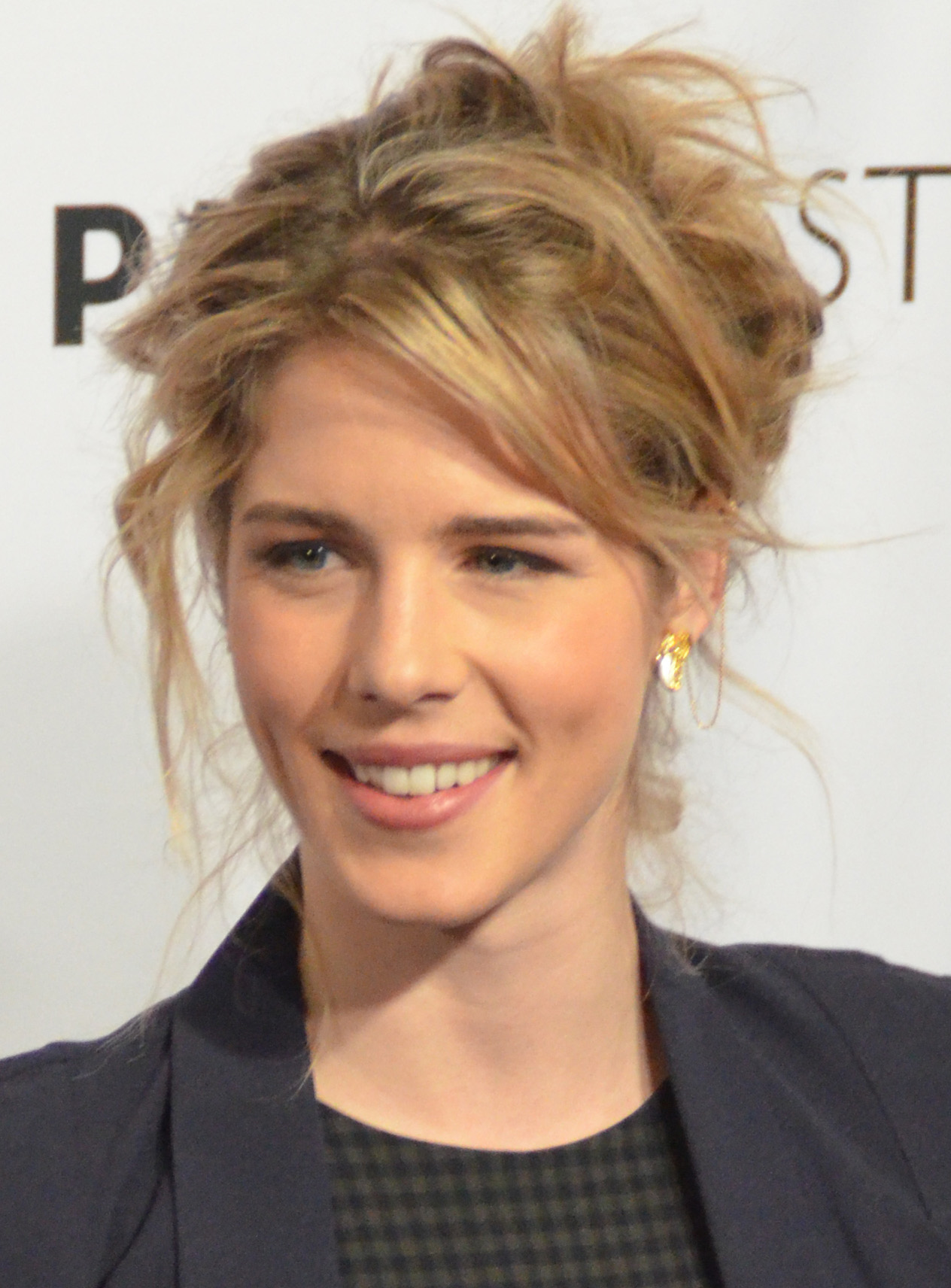
Emily Bett Rickards
(* 1991)

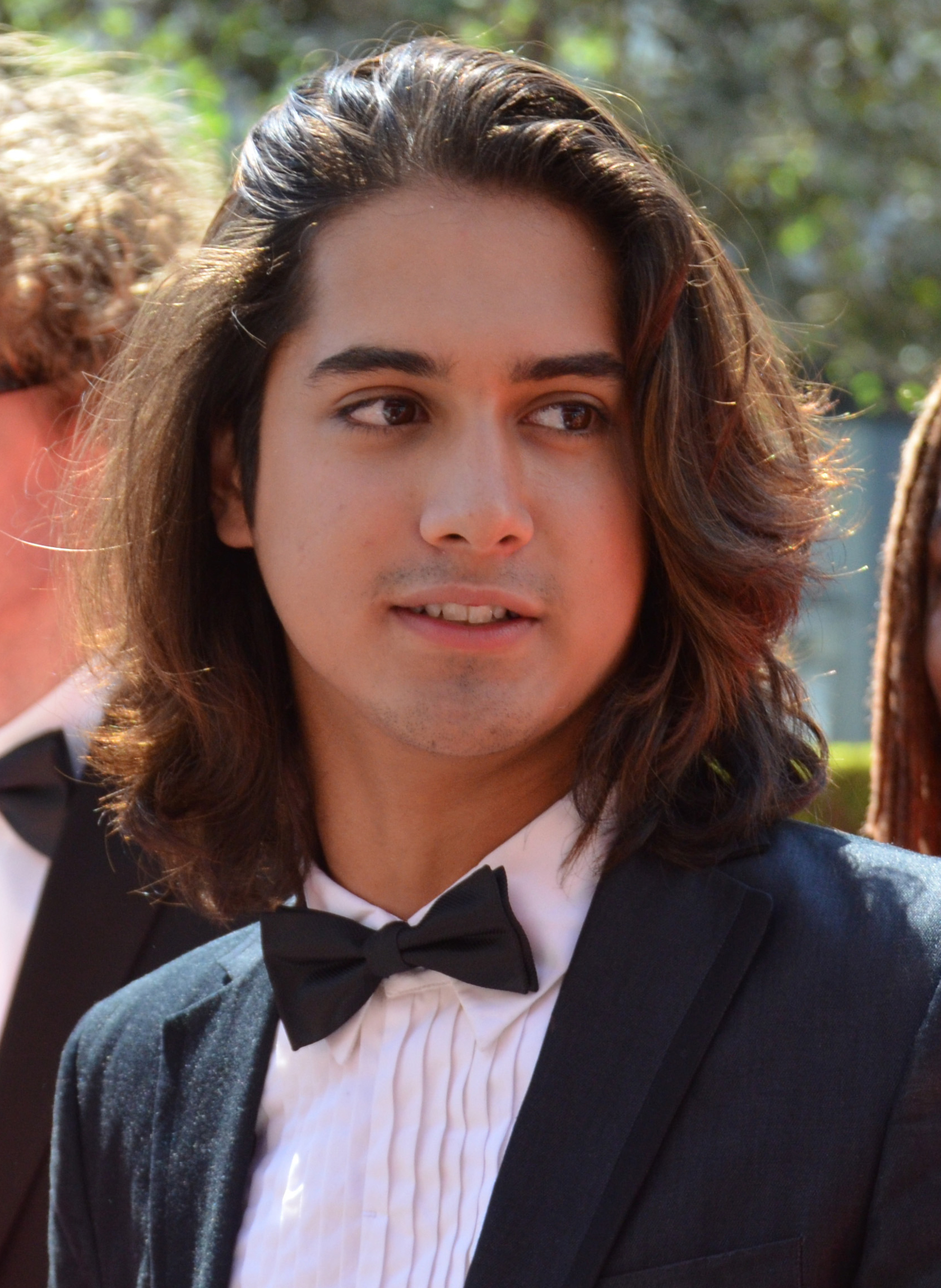
Avan Jogia
(* 1992)

##### 1991
- Tanaya Beatty (* 1991), Filmschauspielerin indianischer Abstammung
- Lucas Bruchet (* 1991), Langstreckenläufer
- Stefan Elliott (* 1991), Eishockeyspieler
- Evander Kane (* 1991), Eishockeyspieler
- Shin Lim (* 1991), kanadisch-US-amerikanischer Magier und Kartenkünstler
- Emma Lunder (* 1991), Biathletin
- Emily Bett Rickards (* 1991), Schauspielerin
- Kacey Rohl (* 1991), Schauspielerin

##### 1992
- Alexia Fast (* 1992), Schauspielerin
- Avan Jogia (* 1992), Schauspieler
- Ryan Johansen (* 1992), Eishockeyspieler
- Danielle Kettlewell (* 1992), australische Synchronschwimmerin
- Alexander Ludwig (* 1992), Schauspieler
- Melissa Roxburgh (* 1992), Schauspielerin[3]

##### 1993
- Francesca Farago (* 1993), Influencerin und Reality-TV-Darstellerin
- Emily Hirst (* 1993), Schauspielerin
- Dylan Watson-Brawn (* 1993), Koch
- Zach Yuen (* 1993), Eishockeyspieler

##### 1994
- Kai Bradbury (* 1994), Schauspieler
- Alexander Kerfoot (* 1994), Eishockeyspieler
- Paloma Kwiatkowski (* 1994), Schauspielerin
- Nicole Muñoz (* 1994), Schauspielerin
- Filip Peliwo (* 1994), kanadisch-polnischer Tennisspieler
- Maddie Phillips (* 1994), Schauspielerin

##### 1995
- bbno$ (* 1995), Rapper
- Conchita Campbell (* 1995), Schauspielerin
- Aidan Caves (* 1995), Radsportler
- Jason Fram (* 1995), Eishockeyspieler
- Scott Hargrove (* 1995), Automobilrennfahrer
- Ricky He (* 1995), Schauspieler
- Rhianna Jagpal (* 1995), Schauspielerin und Model

##### 1996
- Liam James (* 1996), Schauspieler
- Sarah Jeffery (* 1996), Schauspielerin
- Laine MacNeil (* 1996), Schauspielerin
- Madison Mailey (* 1996), Ruderin
- Daniella Silva (* 1996), kanadisch-portugiesische Tennisspielerin

##### 1997
- Madeleine Arthur (* 1997), Schauspielerin
- Alex Ferris (* 1997), Schauspieler
- Emily Overholt (* 1997), Schwimmerin
- Cassandra Sawtell (* 1997), Schauspielerin

##### 1998
- Matthew Durrans (* 1998), Fußballspieler
- Alistair Johnston (* 1998), Fußballspieler
- Kieran Lumb (* 1998), Mittel- und Langstreckenläufer

##### 1999
- Michelle Creber (* 1999), Synchronsprecherin, Schauspielerin und Sängerin
- Benjamin Sigouin (* 1999), Tennisspieler

##### 2000
- Julia Grosso (* 2000), Fußballspielerin
- Genevieve Knowles (* 2000), Eishockeytorhüterin
- Benita Peiffer (* 2000), Biathletin

### 21. Jahrhundert

#### 2001–2010
- Aryana Engineer (* 2001), Kinderdarstellerin
- Ceili McCabe (* 2001), Hindernisläuferin
- Maya Meschkuleit (* 2001), Ruderin
- Carson Buschman-Dormond (* 2002), Fußballspieler
- Hsiao Po-yu (* 2002), taiwanischer Eishockeyspieler
- Ali Skovbye (* 2002), Schauspielerin und Model
- Finn Wolfhard (* 2002), Schauspieler
- Vanessa Schaefer (* 2005), schweizerisch-kanadische Eishockeyspielerin
- Macklin Celebrini (* 2006), Eishockeyspieler
- Connor und Owen Fielding (* 2006), als Schauspieler bekannte Zwillinge
- Momona Tamada (* 2006), Schauspielerin
- Jacob Tremblay (* 2006), Schauspieler

### Geburtsjahr unbekannt
- Catherine Lough Haggquist (* im 20. Jahrhundert), Schauspielerin und Synchronsprecherin
- Julia Kent (* im 20. Jahrhundert), Musikerin
- Ann Vriend (* im 20. Jahrhundert), Singer-Songwriterin und Pianistin

## Personen mit Beziehung zu Vancouver

### 1851–1960

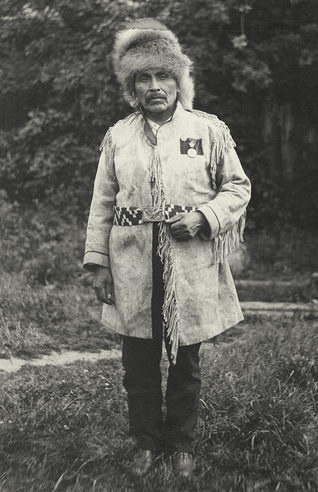
Joseph Capilano
(1854–1910)

- Joseph Capilano (Su-á-pu-luck, 1854–1910), Häuptling der Squamish
- William Wasbrough Foster (1875–1954), britischer Politiker, Militär und Polizist; Chief Constable der Stadt Vancouver
- Dan George (1899–1981), Schauspieler und Häuptling der Tsleil-Waututh Nation
- Claire Lovett (1910–2005), Badmintonspielerin
- James Innell Packer (1926–2020), Theologe in der evangelikalen anglikanischen Tradition
- George McWhirter (* 1939), Schriftsteller und Hochschullehrer
- Fred Wah (* 1939), Dichter, Schriftsteller und ehemaliger Hochschullehrer
- Cynthia Flood (* 1940), Schriftstellerin
- Jamie Reid (1941–2015), Dichter, Schriftsteller und Kunst-Aktivist
- Daphne Marlatt (* 1942), Schriftstellerin
- Joshy Peters (* 1957), deutscher Schauspieler und Synchronsprecher
- Lisa Smedman (* 1959), Fantasy- und Science-Fiction-Autorin sowie Zeitungsredakteurin

### 1961–2010

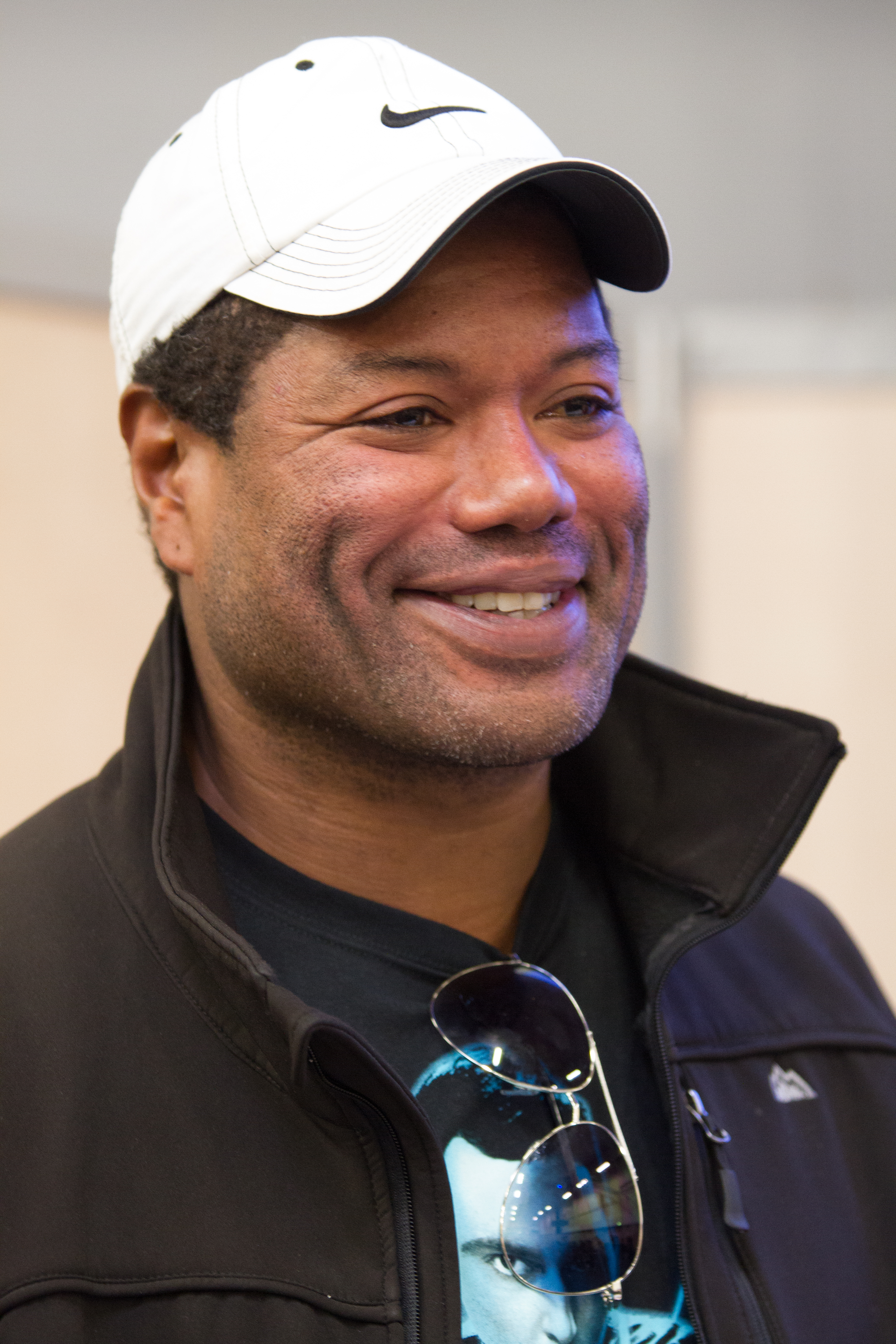
Christopher Judge
(* 1964)

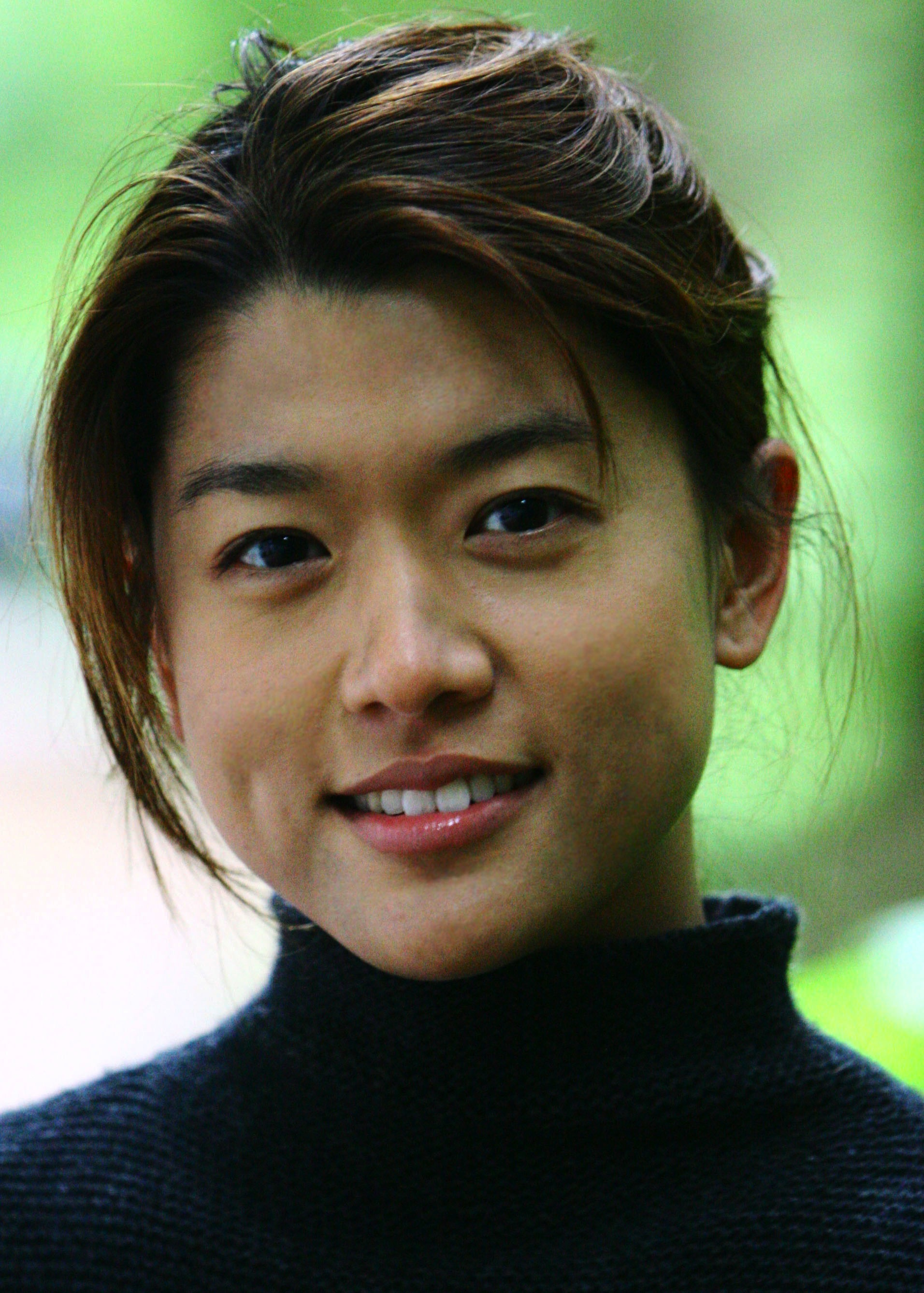
Grace Park
(* 1974)

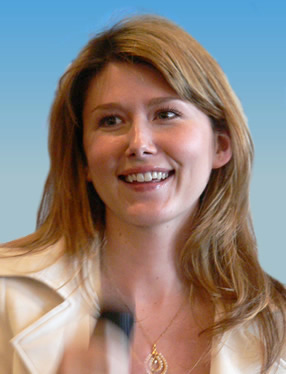
Jewel Staite
(* 1982)

- Christopher Judge (* 1964), US-amerikanischer Schauspieler
- Christy Clark (* 1965), Politikerin
- Michelle MacLaren (* 1965), Film- und Fernsehproduzentin sowie -regisseurin
- Craig Forrest (* 1967), Fußballspieler
- Suleka Mathew, Schauspielerin
- Devin Townsend (* 1972), Sänger und Gitarrist
- Grace Park (* 1974), kanadische Schauspielerin koreanischer Herkunft
- Sarah Chalke (* 1976), Schauspielerin
- Tyler Seitz (* 1976), Rennrodler
- Evangeline Lilly (* 1979), Schauspielerin
- Kandyse McClure (* 1980), Schauspielerin
- Tegan Rain Quin (* 1980), Sängerin
- Jewel Staite (* 1982), Schauspielerin
- Wanting Qu (* 1983), chinesische Singer-Songwriterin und Schauspielerin
- Bronson Pelletier (* 1986), Schauspieler
- Agam Darshi (* 1987), Schauspielerin
- Carey Price (* 1987), Eishockeyspieler
- Zach Hamill (* 1988), Eishockeyspieler
- Hayley Law (* 1992), Schauspielerin und Sängerin
- Patrick Büchting (* 1998), deutscher Filmregisseur und Drehbuchautor
- Jacob Tremblay (* 2006), Schauspieler

### Musik-Bands
- Vancouver Symphony Orchestra (gegründet 1919), Sinfonieorchester
- D.O.A. (gegründet 1978), Hardcore-Punk-Band
- No Means No (1979–2016), Hardcore-Punk-Band
- Skinny Puppy (gegründet 1982), Post-Industrial-/Electronica-Band
- The Hanson Brothers (1984–2016), Punk-Band
- Front Line Assembly (gegründet 1986), Post-Industrial-/Electronica-Band
- Delerium (gegründet 1987), Elektronik-Band
- Swollen Members (gegründet 1990), Hip-Hop-Gruppe
- Zimmers Hole (gegründet 1991), Comedy-Metal-Band
- Rose Chronicles (1992–1996), Gitarren-Pop-Band
- The Real McKenzies (gegründet 1992), Folk-Punk-Band
- Submission Hold (1993–2005), Punk-Band
- Download (gegründet 1994), Post-Industrial-Band
- Gob (gegründet 1994), Pop-Punk-Band
- Destroyer (gegründet 1995), Indie-Band
- Strapping Young Lad (1995–2007), Industrial-/Death-Metal-Band
- 3 Inches of Blood (1999–2015), Metal-Band
- Default (gegründet 1999), Post-Grunge-Band
- State of Shock (gegründet 1999), Rock-Band
- The New Pornographers (gegründet 2000), Indie-Band
- Sweatshop Union (gegründet 2000), Hip-Hop-Gruppe
- Po’ Girl (gegründet 2002), Alternative-Country-Band
- Theory of a Deadman (gegründet 2002), Rockband
- Black Mountain (gegründet 2004), Psychedelic-Rock-Band
- The Veer Union (gegründet 2004), Metal-Band
- Hey Ocean! (gegründet 2005), Indie-Band
- Nim Vind (gegründet 2005), Horrorpunk-Band
- The Sessions (gegründet 2005), Indie-Rock-Band
- Japandroids (gegründet 2006), Garage-Rock-Band
- Archspire (gegründet 2009), Progressive- und Technical-Death-Metal-Band
- Calpurnia (gegründet 2017), Indie-Rockband